# Модсли, Альфред
А́льфред Пе́рсиваль Мо́дсли (англ. Alfred Percival Maudslay, 18 марта 1850, Лондон, Англия — 22 января 1931, Херефорд) — британский путешественник-исследователь, фотограф и археолог-любитель. Один из пионеров научной майянистики.
Родился в семье инженера; его двоюродный брат Генри Модсли-младший проводил археологические раскопки в Иерусалиме. После окончания университета Альфред Модсли в 1872—1880 годах состоял на колониальной службе в Вест-Индии, Австралии и Океании. В период 1881—1894 годов провёл семь экспедиций в регионы Мексики и Гватемалы, населённые народами майя. Вёл раскопки на шести археологических объектах: Копан, Киригуа, Яшчилан, Чичен-Ица, Тикаль и Паленке. Занимался обмерами и фотографированием памятников, а также делал целлюлозные и гипсовые слепки наиболее примечательных скульптур, ныне хранящиеся в Британском музее (около 400 единиц). В составе многотомной энциклопедии «Biologia Centrali-Americana» Модсли выпустил пять томов, посвящённых археологии (1889—1902). В конце жизни занимался переводом на английский язык важного исторического источника — «Правдивой истории завоевания Новой Испании» конкистадора XVI века Берналя Диаса дель Кастильо, публикация которого была завершена в 1916 году.
За научные заслуги удостоен почётных докторских степеней Оксфордского (1912) и Кембриджского (1925) университетов, а также медали Питт-Риверса Королевского археологического института (1926).

## Генеалогия. Годы становления (1850—1874)

### Семейная среда

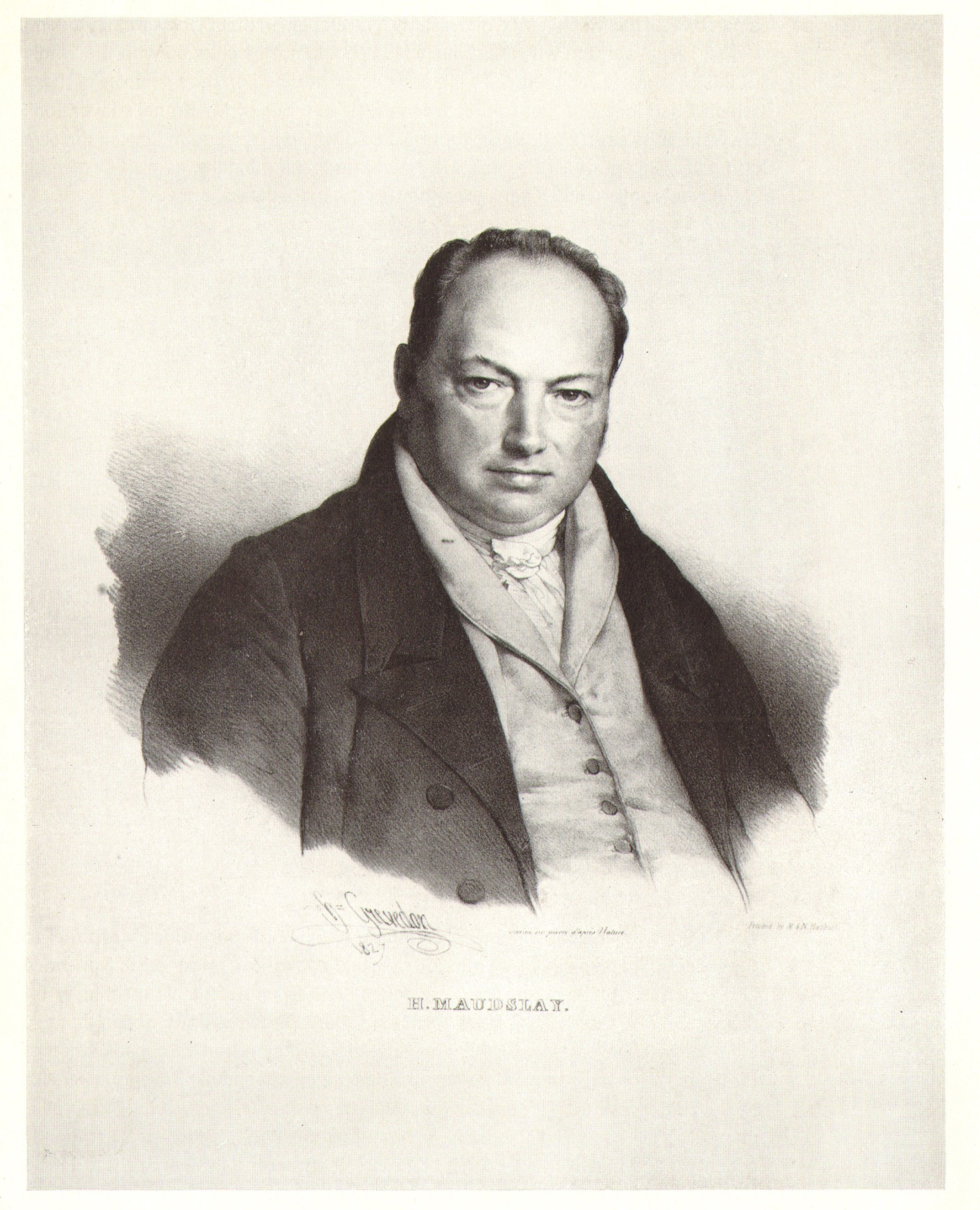
Генри Модсли — дед археолога

Прадед Альфреда Модсли, Генри, который писал свою фамилию как Maudsley, был простолюдином из Йоркшира, в молодые годы служившим в Королевской артиллерии и поднявшимся до сержанта инженерной службы. Он отвечал за ремонт колёс, пушечных лафетов и прочего. После ранения в Вест-Индии он был командирован в Вулиджский арсенал, а далее служил в штате судостроительной верфи. Женившись, он осел в двухквартирном коттедже на Бересфорд-сквер и прижил семерых детей, пятый из которых и стал дедом археолога — крестили его именем Генри в честь отца-артиллериста. Рано осиротев, с двенадцатилетнего возраста он служил на верфи «пороховой мартышкой», то есть набивал патроны и артиллерийские картузы порохом. Далее его перевели в столярную мастерскую и кузницу, а с восемнадцати лет Генри поступил под начало инженера Джозефа Брамы, ассистируя своему патрону в практической реализации изобретательских решений. В фирме Брамы Модсли быстро поднялся до должности начальника экспериментальной мастерской и занимался изобретением и доводкой металлообрабатывающих станков. Далее он решился открыть в Лондоне собственное дело, и в 1798 году разработал токарно-винторезный станок, а к 1800 году — универсальный токарный станок, а также создал стандарт профиля резьбы для гаек и болтов всех разновидностей и размеров. Также он разработал масштабную сетку-эталон и микрометр для резьбы, который при испытаниях в 1818 году показывал точность примерно две десятитысячных дюйма. Практически сразу он получил заказ от Королевской обсерватории, так как его разработки были необходимы при монтаже телескопа, за что удостоился правительственной премии в 1000 фунтов стерлингов — небольшое состояние по тому времени (порядка 102 000 фунтов стерлингов в ценах 2023 года). С 1801 года услугами Модсли пользовался Марк Брюнель, а изготовленные фирмой Генри в 1802—1808 годах станки использовались на Портсмутской верфи до конца Второй мировой войны. В 1820-х годах фирма Модсли перешла к изготовлению паровых машин для кораблей, а глава фирмы, увлекаясь астрономией, взял заказ на 24-дюймовый рефлектор для Берлинской обсерватории. При его сыне Джозефе фирма процветала, особенно много заказов получив в Крымскую войну. Джозеф Модсли и его брат Генри купили дом в Норвуде — лондонском пригороде, — расположенный на Краун-лейн. Джозеф женился на Анне Марии Стэмп, в браке родилось много детей, из которых выжили восьмеро. 18 марта 1850 года родился седьмой из выживших детей — сын Альфред Персиваль. Однако из шести сыновей Модсли семейное дело продолжил один. Вскоре Джозефа подкосило сердечное заболевание, из-за которого он не мог ходить, однако продолжать руководить производством, в последний год жизни построив себе 110-тонную паровую яхту. Старший сын Герберт, хотя и не остался в сфере промышленности, увлекаясь парусным спортом, изобрёл спинакер.

### Образование

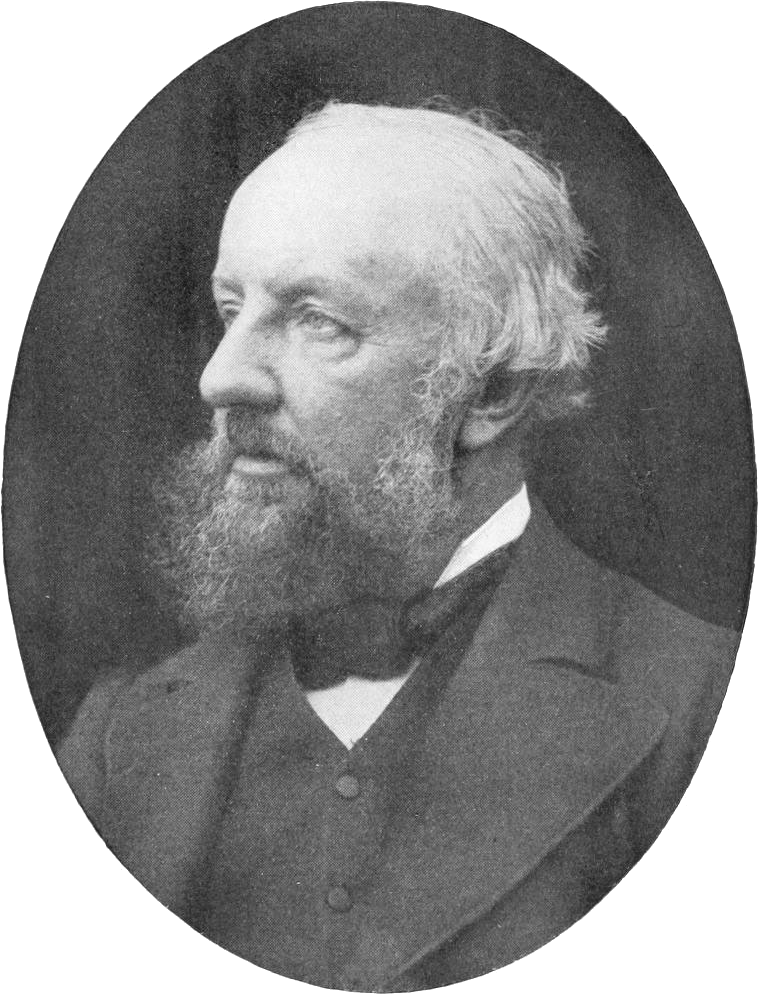
Джон Уиллис Кларк — университетский наставник Модсли

Детство Альфреда прошло безмятежно — в те времена Норвуд был «полудеревней». В десятилетнем возрасте его отправили в интернат в Танбридж-Уэлсе, репутация которого, как указывал Модсли в мемуарах, держалась только по инерции. В 14 лет его отдали в частную школу Хэрроу, которая бурно развивалась в те годы. Судя по сохранившимся документам, в списке выдержавших вступительные экзамены Модсли был пятым. Тем не менее он не выделялся выдающимися способностями и по семестровым испытаниям обычно оказывался в третьей четверти списка. В списках выпускников он опустился почти до самого низа.
В октябре 1868 года Альфред Модсли поступил в Тринити Холл — колледж Кембриджского университета. Об университетских годах, как и о школьных, осталось мало свидетельств. В мемуарах он кратко упоминал, что состоял в трёх студенческих клубах: «Атенеум», «Питт» и любителей драматического театра. В конце университетского курса Модсли даже избрали секретарём театрального общества, а семейная легенда гласила, что он убедительно исполнял женские роли, платья для которых заказывали у портнихи его матери в Париже. На первом курсе он победил в соревнованиях по бегу с препятствиями. Зимой 1870 года Альфред, находясь на охоте в Эйлсбери вместе с братом Гербертом, получил сложный перелом ноги, приковавший его к постели на пять или шесть недель. Далее Герберт доставил его на яхте в Ирландию, и они вместе с командой участвовали в регате в Белфасте. В Кембридже Альфред ближе всего сошёлся с Эдуардом Найтом, учившимся в Колледже Кая. По натуре Э. Найт был авантюристом, ещё в отрочестве он побывал в Алжире, прошёл 250 миль с солдатами Иностранного легиона по Сахаре и в одиночку проник в кочевья кабилов.
Программа обучения в Тринити Холле напоминала Хэрроу: преобладали классические языки и литература, а также некоторые области математики, включая матанализ, механику и оптику. Исторически колледж поставлял клириков Англиканской церкви и мало чем отличался от семинарии. В 1851 году, после избрания канцлером университета принца Альберта, был введён трайпос по естественным наукам, включавший пять дисциплин: химию, минералогию, геологию, ботанику и сравнительную анатомию (включая зоологию). Физика не входила в программу до 1870 года. Модсли провалил трайпос на первом курсе, но сумел справиться на втором, после чего избрал специальностью ботанику и сравнительную анатомию. Другом Альфреда стал куратор Музея сравнительной анатомии Джон Уиллис Кларк, который позволил студенту работать в музее и ввёл его в свой дом. Благодаря обширной практике на бакалаврских экзаменах по естественным наукам Модсли занял второе место. В число многочисленных интересов Кларка входили также библиография и археология, и в 1887 году он занял кафедру археологии в Кембридже; вероятно, этими интересами наставник заразил и Альфреда.

### Первые путешествия

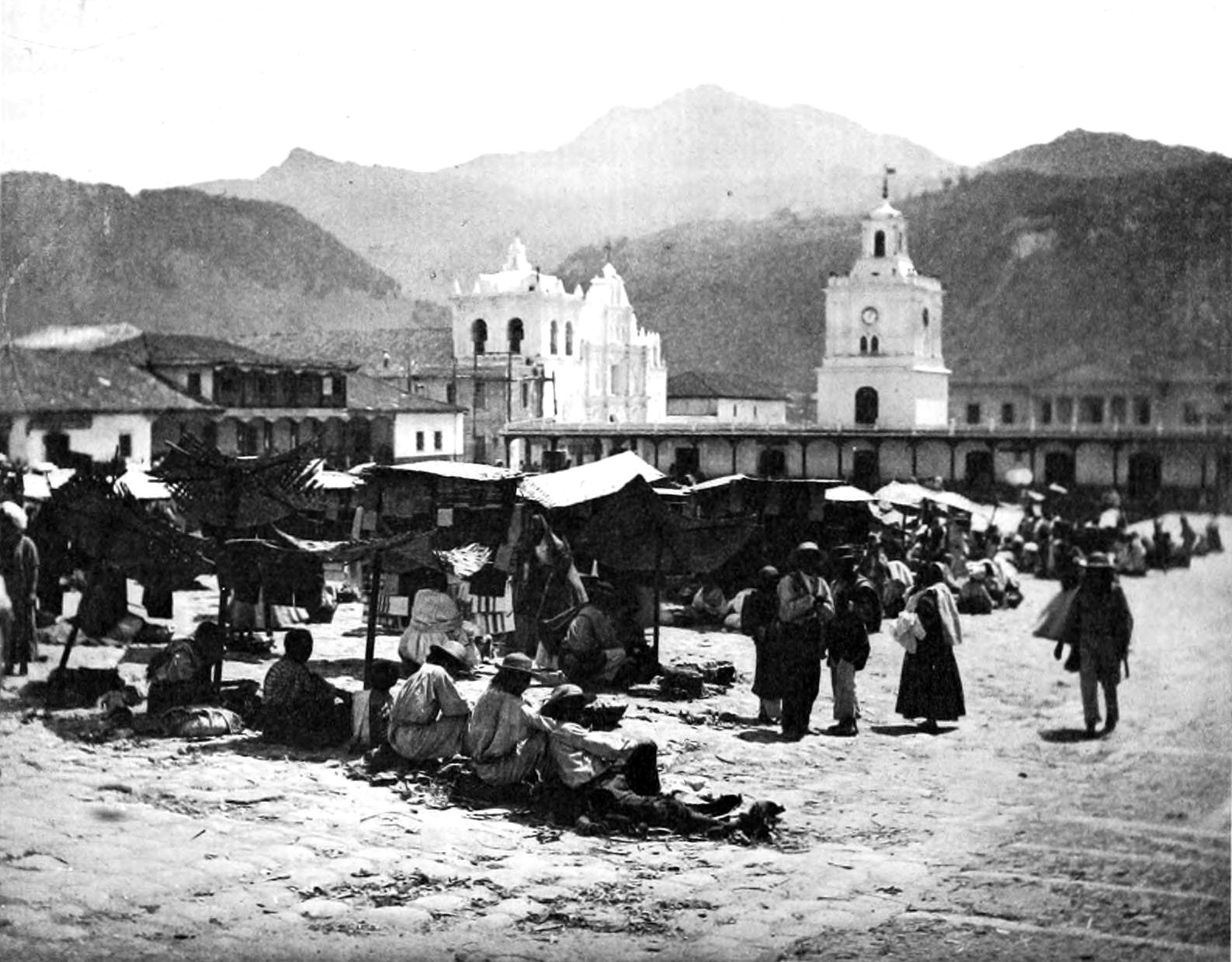
Кесальтенанго. Фото из книги А. Модсли A Glimpse at Guatemala (1899)

Братья Чарльз и Альфред Модсли с сёстрами Минни и Энн Моррис (Энн справа). Сан-Франциско, 1872 год

Окончив университет, Альфред зарегистрировался как «медик-практикант», и в июне 1872 года вместе с братом Чарльзом отправился в Вест-Индию, так как в семьях англичан высокого достатка путешествия рассматривались как форма образования. Судя по переписке с матерью, 17 июня они были на Барбадосе и 30-го высадились на Ямайке. Ещё через три недели братья отплыли в Колон (тогда — территория Колумбии) и 6 августа оказались в Сан-Хосе. В те времена не существовало оборудованной гавани, и путешественников доставляли на берег на плоскодонках через полосу прибоя, подвергая риску вымокнуть вместе с багажом или даже упасть в море, кишащее акулами. Наняв караван мулов, братья двинулись на территорию Гватемалы, несмотря на незнание испанского языка. У Модсли были рекомендательные письма кофейному плантатору Нельсону и его агенту в Масатенанго. Благодаря соотечественникам, братья отправились на ярмарку в Хокотенанго, где были приняты британским поверенным в делах, и впервые увидели индейцев майя. Далее Альфред и Чарльз за две недели объездили Антигуа-Гуатемалу и Кесальтенанго, добрались даже до озера Атитлан. Затем братья через Сан-Хосе отправились в Акапулько и Сан-Франциско. В Калифорнии Альфред обозрел Йосемитскую долину, причём в дилижансе, которым следовали англичане, ехала миссис Моррис, супруга Говернера Морриса, с дочерьми, одна из которых через много лет станет женой Модсли. Далее вместе с Моррисами братья осмотрели гейзеры Йеллоустона и двинулись на Солт-Лейк-Сити. Воссоединившись с семейством Моррис на железной дороге, братья Модсли приняли их приглашение осмотреть Ниагарский водопад. Далее англичане самостоятельно побывали в Чикаго, Нью-Йорке и Бостоне, и вернулись в Ливерпуль 8 декабря.
В 1873 году Альфред и его младший брат Юстас, который только что поступил в Кембридж, отправились на Исландию, вероятно, по «наводке» Дж. Кларка, который побывал на этом острове десятилетием раньше. Братья объехали на пони Ватнайёкюдль, став свидетелями отделения глыбы айсберга в море. Тогда же студент-медик Альфред получил первого пациента, когда ему пришлось удалить загноившийся зуб брату. После возвращения в Кембридж Модсли с трудом пережил осень и зиму из-за постоянных простудных заболеваний и принял решение переселиться на Ямайку, открыв там табачную плантацию: тогда на остров с Кубы переселились несколько плантаторов и специалистов по переработке табака. Однако в январе 1874 года на Барбадосе выяснилось, что на острове введён карантин из-за жёлтой лихорадки; не желая терять времени, Модсли отправился с попутчиками на Тринидад, изучая, как устроены плантации какао и сахарного тростника. С Барбадоса он ехал вместе с только что назначенным губернатором Тринидада Уильямом Кэрнсом, который предложил Альфреду временный пост личного секретаря. Матери Модсли писал, что поступление на колониальную службу — это вполне приемлемая перспектива. На поверку Кэрнс оказался эрудитом, напоминающим Кларка, однако 44-летний холостяк даже не озаботился прислугой, и выстраивать его домашний быт пришлось самому Модсли; вдобавок, работодатель оказался очень разборчивым в еде. Резиденция губернатора, отстраиваемая после пожара, не была готова, и пришлось селить сэра Уильяма в коттедже. Очень много дел оказалось и по службе, в первую очередь — переписки. Далее губернатор ушёл в отпуск по состоянию здоровья, и Альфред шесть недель не вылезал из местного ботанического сада, с которым соседствовала временная резиденция Кэрнса. Уильям Кэрнс уволился в связи с переходом на другую должность, Альфред же расстался с идеей стать плантатором и вместе с братом Юстасом поехал во Францию изучать французский язык. В Париж пришёл неожиданный вызов от Кэрнса, назначенного главой Квинсленда: Альфреду предлагалось занять штатную секретарскую должность.

## На колониальной службе (1874—1880)

### Австралия

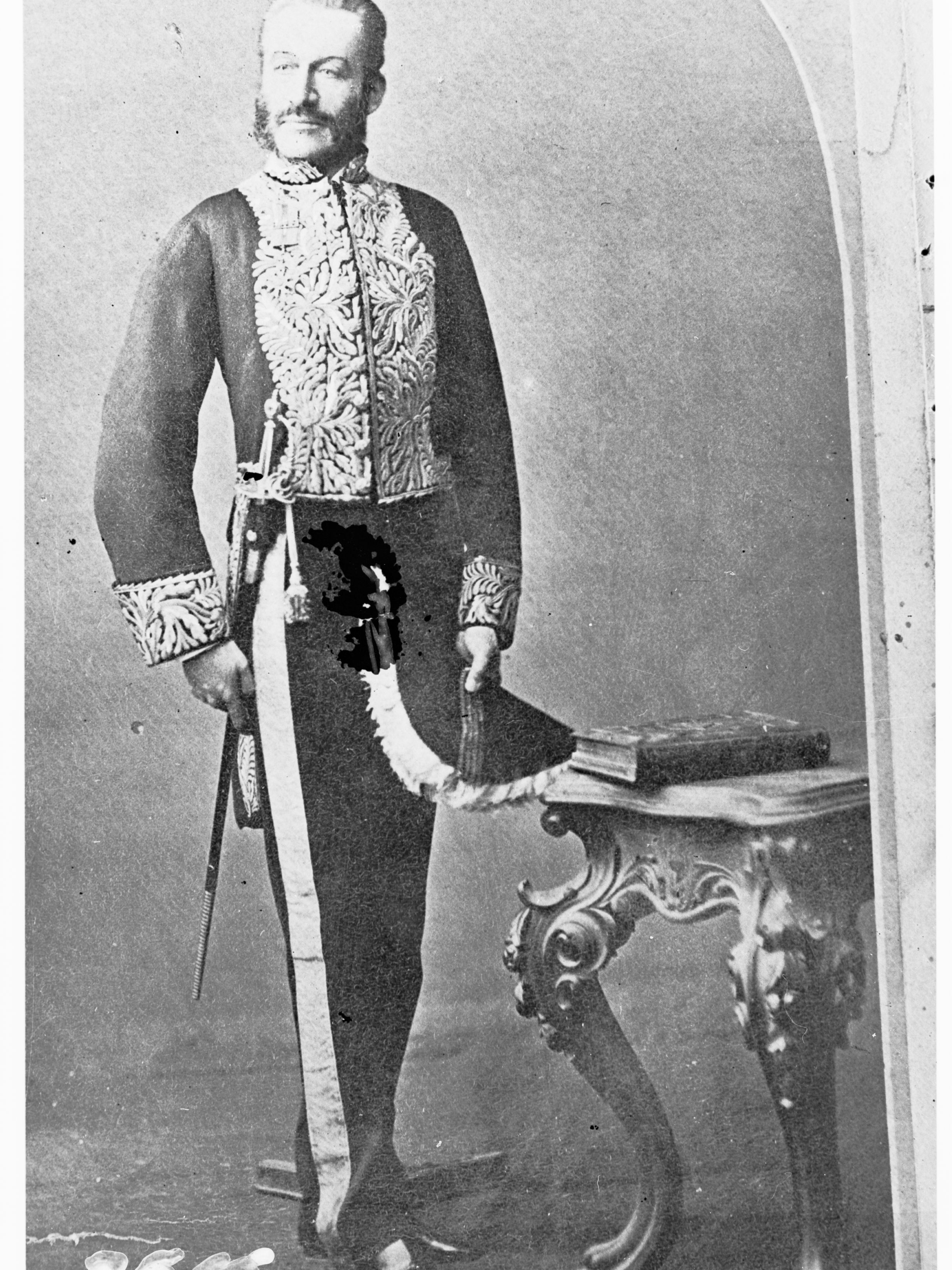
Уильям Веллингтон Кэрнс — губернатор Квинсленда

Должность секретаря губернатора Квинсленда предполагала более высокое жалованье, чем на Тринидаде. К своим обязанностям Альфред Модсли приступил в Венеции, откуда в декабре 1874 года должен был отбыть рейсовым пароходом P&O Line. В Суэце губернатор Кэрнс, его адъютант Маккарти и секретарь Модсли пересели на лайнер «Пекин», который был настолько перегружен, что незадолго до прибытия в Коломбо зачерпнул воды через открытые иллюминаторы левого борта. На Цейлоне чиновники перешли на старый пароход «Пера», уголь для которого был навален на верхней палубе, запорошивая пылью все помещения. Модсли страдал от жары и не нашёл общего языка с адъютантом Маккарти, который вернулся с ашантийской войны, страдал лихорадкой и охотился на крыс с саблей. Матери он жаловался, что следует в одной с Маккарти каюте, и никуда не может от него деваться. Кэрнс также демонстрировал множество странностей, и Альфред опасался, что не задержится на службе надолго. В Брисбен прибыли в конце января 1875 года. Резиденция губернатора также примыкала к ботаническому саду, однако Кэрнс нанял совершенно неопытных слуг: двух учеников повара Cafe Anglais и двух стюардов с парохода. Кэрнс страдал перепадами настроения, Модсли писал, что «когда тот в духе, он бывает довольно приятным, но никогда невозможно предугадать, насколько его хватит». Наконец, секретарь поссорился с Кэрнсом и официально потребовал перевести его в другое место. Практически сразу оказалось, что через Брисбен следует новый губернатор Фиджи Артур Гордон с семьёй и свитой. Как раз в день приёма у Кэрнса прислуга объявила забастовку, и Модсли был вынужден сервировать стол сам, вызвав изумление сэра Гордона. Губернаторских адъютанта и секретаря Модсли разместил в собственной комнате, так как Кэрнс попросту забыл отдать распоряжение относительно их ночлега. Неизвестно, как А. Гордон узнал о желании Альфреда уволиться, но из Сиднея он прислал на имя Кэрнса предложение перевести Модсли на Фиджи как «очень полезного при нехватке чиновников в правительстве». Кэрнс без всяких эмоций («за газетой») оформил его перевод специальным распоряжением, что не требовало обоснования причины ухода с должности. В конце июля 1875 года Альфред Модсли отбыл на Фиджи.

### Фиджи

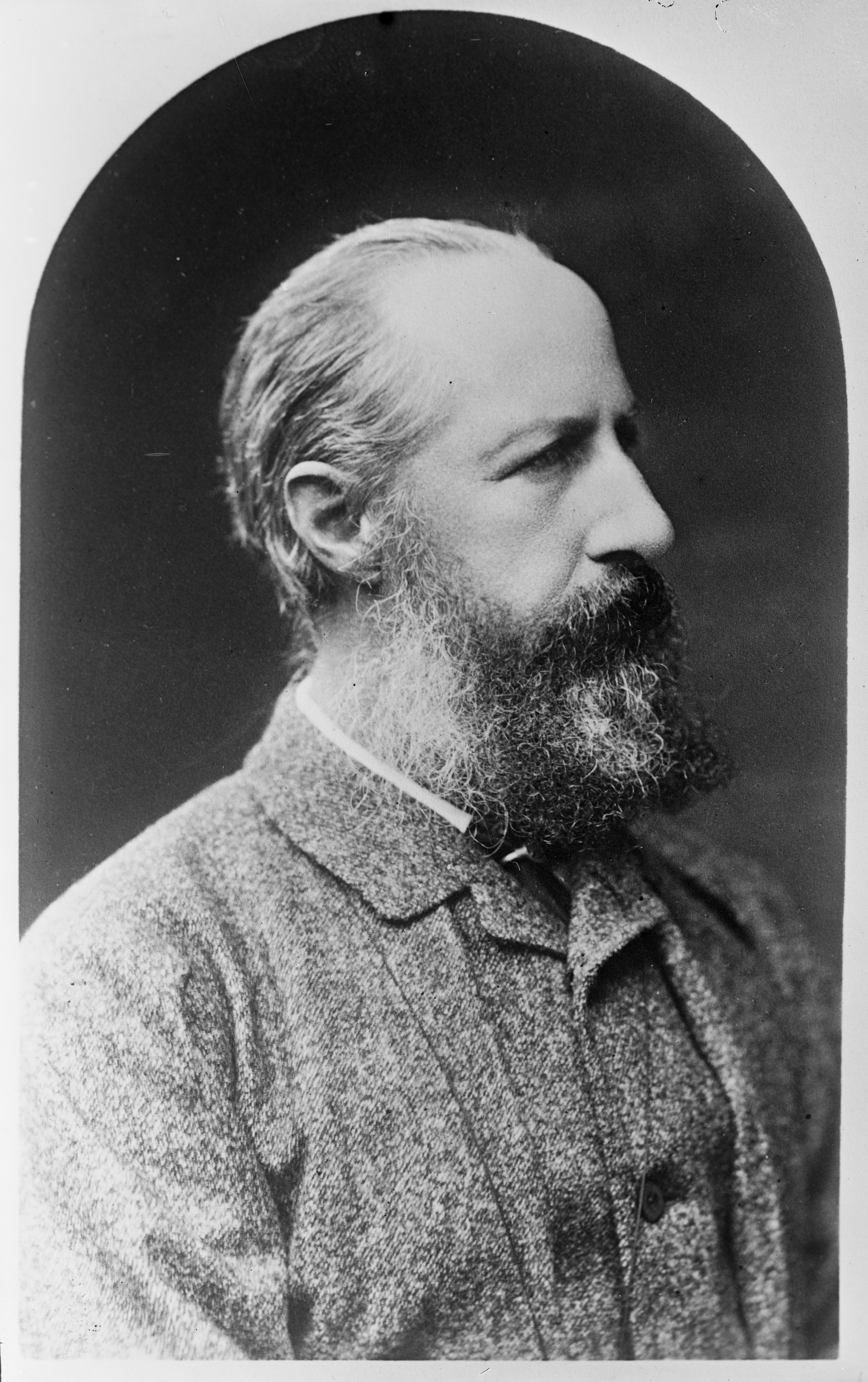
Артур Гамильтон Гордон — губернатор Фиджи

Ситуация на Фиджи была чрезвычайно сложной, так как коренные жители возмущались активностью миссионеров и британских властей. Белые торговцы активно снабжали вождей племён огнестрельным оружием, что расширяло масштабы межплеменных войн и способствовало ритуальному людоедству, вдобавок, работорговцы активно похищали людей и скупали военнопленных для добычи гуано на тихоокеанских островах. С людоедством смогли покончить только методистские миссионеры, обратившие всех крупнейших вождей. Работорговле способствовал хлопковый бум, поскольку острова стали заселяться австралийскими фермерами, которых переселяла основанная в 1865 году «Полинезийская колонизационная компания». В 1870 году был принят закон о борьбе с работорговлей, но его эффективность была невелика.
Модсли прибыл на Фиджи в сентябре 1875 года, сопровождая леди Гордон и детей. Архипелаг был опустошён эпидемией кори, унесшей примерно четверть миллиона жизней. Альфред обитал прямо в губернаторском доме на правах гостя семьи, леди Гордон считала, что он оказывает хорошее влияние на детей. Работа секретаря была нелёгкой, ибо Артур Гордон имел привычку набрасывать проекты депеш или меморандумов на обороте других документов, конвертах, или любых иных бумагах, оказавшихся под рукой. Губернатор также не отличался аккуратностью, и его рабочий стол был завален бумагами в хаотическом порядке. Модсли с гордостью писал матери, что «ликвидировал все клочки и конверты», приведя все бумаги в строгий порядок, «и не получил неудовольствия». С декабря он совмещал секретарские обязанности с членством в комиссии по погашению долгов по аннексионным искам, но за это не полагалось зарплаты. По отзывам Альфреда, губернатор маскировал смущение от общения с незнакомыми людьми грубостью, и имел привычку откладывать написание любого важного письма на самый последний момент, что делало рабочий день секретаря ненормированным. В 1876 году ему пришлось принимать участие и в карательных акциях, в ответ на действия «замиренных» вождей, атаковавших христианские поселения. В октябре 1876 года Артура Гордона планировалось перевести на повышение в Министерство колоний. В письме к сестре Альфред сетовал, что рухнул его план «одеревениться среди туземцев на полгода» (my scheme of six months ruralizing among the natives): речь, вероятно, шла о планах вести параллельно этнографические и зооботанические исследования. От этих лет почти не осталось документов, кроме 22-страничного черновика, в котором помещена запись сказки с острова Ротума, каталог коллекции этнографических предметов и рассуждение о преимуществах каменных тёсел с рукоятками для вскрытия кокосовых орехов и долбёжки каноэ перед европейскими стальными инструментами. Назначение, впрочем, не состоялось. Далее Модсли доверили доставить леди Гордон с детьми и няней в Новую Зеландию, в Окленд они прибыли 31 декабря 1875 года.
Во время отпуска леди Гордон Модсли совершил путешествие по Северному острову, наняв гида-маори. Добравшись до озера Охинимоту, Альфред попробовал искупаться в вулканических источниках и опробовал грязелечение. Занимался он и практической политикой: общался с экс-губернатором Греем и посетил верховного вождя маори. Далее он совершил трёхнедельную поездку на Южный остров и вернулся, чтобы сопроводить губернаторское семейство на Фиджи. Через два дня после его приезда в Суву туда явилась делегация вождей с Самоа, упрашивающих британцев принять их в подданство. Так как попытка связаться с Министерством колоний через телеграф оказалась безуспешной, губернатор Гордон отправил Модсли в Британию через Гавайи, Сан-Франциско и Нью-Йорк. Путешествие в Лондон заняло 10 недель. Вопрос казался слишком незначительным на фоне кризиса в Южной Африке и русско-турецкой войны, тем не менее с курьером Гордона встретился лично премьер-министр Гладстон. Губернатор предлагал расширить полномочия существовавшей Тихоокеанской комиссии, распространив их на ещё не аннексированные территории. Составление и принятие документов затянулось, и, наконец, официальный курьер Альфред Персиваль Модсли отбыл через Бриндизи, Суэцкий канал, Цейлон и Мельбурн, вернувшись в Суву 21 января 1878 года. Уже через неделю Альфреда назначили комиссаром и отправили к людоедам, проживавшим на реке Рева. Сразу после прибытия в Левуку он получил приказ грузиться на корвет «Сапфир» и срочно отправляться на Самоа.

### Самоа и Тонга

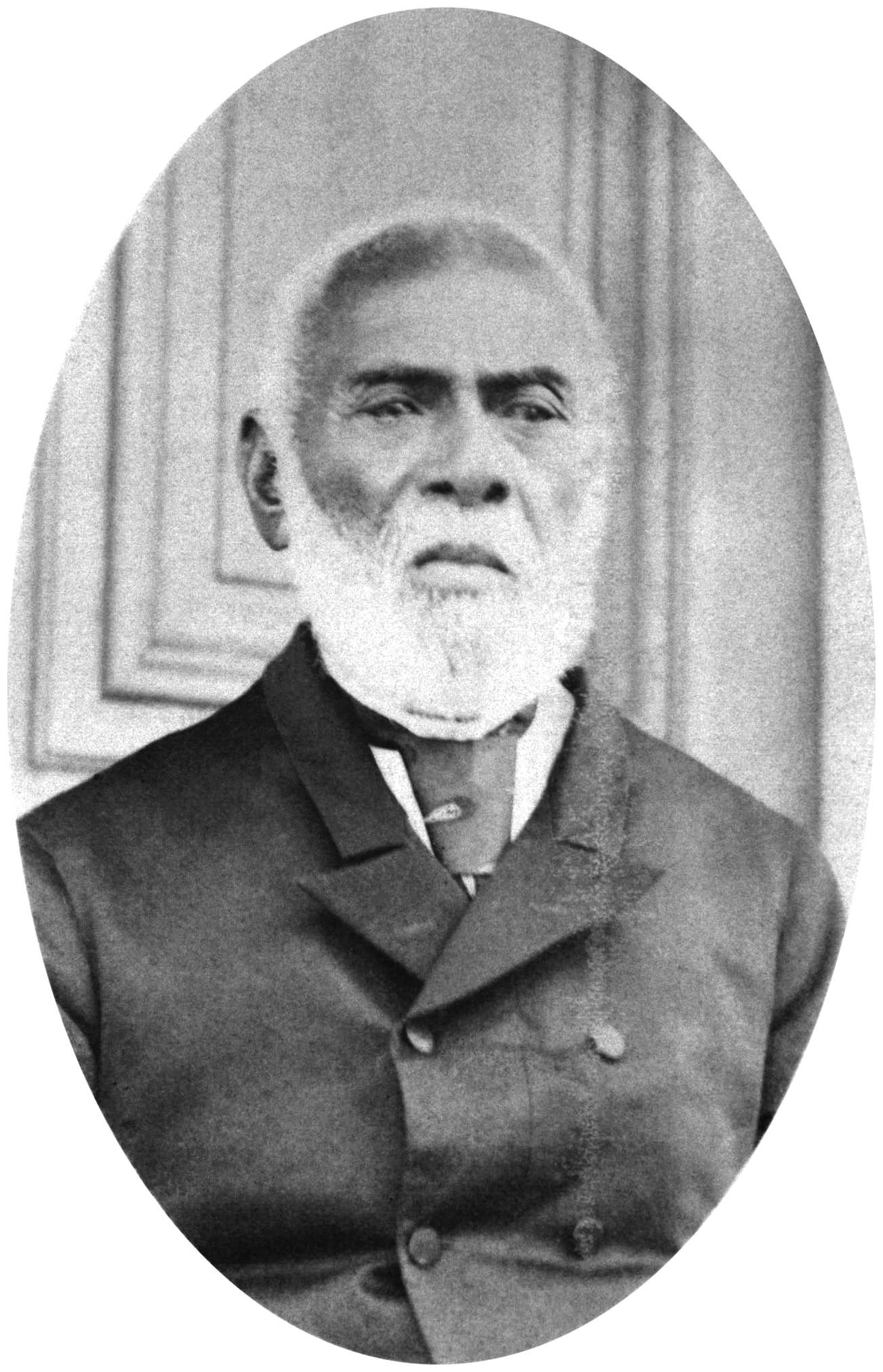
Джордж Тупоу I, король Тонга

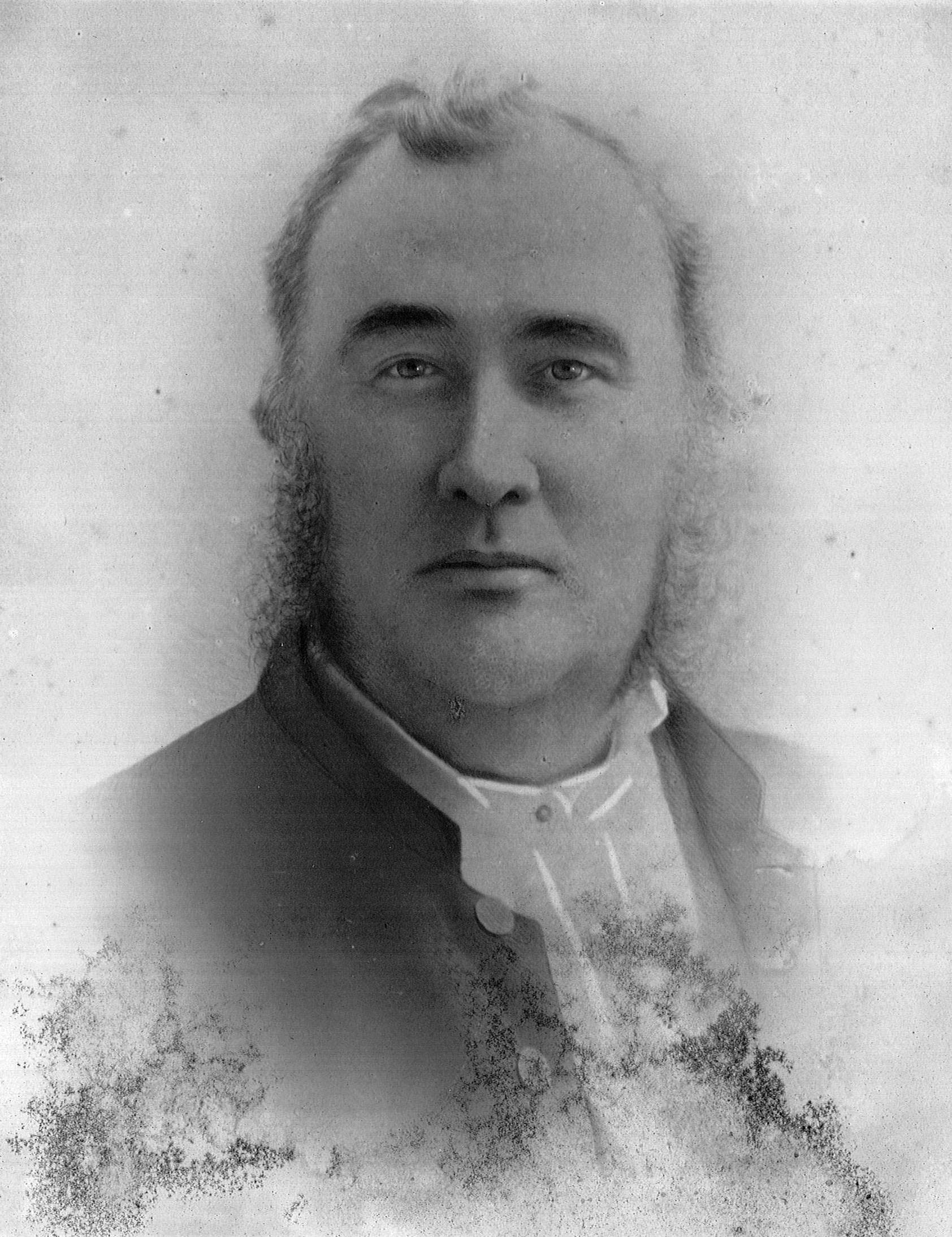
Ширли Бейкер

Комиссар Тихоокеанской комиссии в должности консула прибыл в Апиа 12 марта 1878 года, понятия не имея о ситуации на вверенной ему территории. Ничего не знал об этом и Гордон, поэтому инструкция, данная им Модсли, занимала половину листа почтовой бумаги. Вожди острова приняли англичанина и помогли привести в порядок здание консульства. Альфред счёл своим долгом разобраться в политической ситуации, придя к выводу, что суть местной политики — вопрос о признании вождя Малиетоа Лаупепы королём всего архипелага. Далее Модсли отбыл на Савайи, чтобы разобраться с положением на плантациях, где бывшего консула, британского подданного по фамилии Корнуолл, обвиняли в жестоком обращении с работниками, вербуемыми на островах Гилберта. Через десять недель Модсли был заменён Робертом Суонстоном — опытным чиновником, вдобавок, владевшим самоанским языком. Он привёз послание Гордона, который собирался в отпуск и назначил Модсли вице-консулом в Тонга, требуя, чтобы тот успел получить личные инструкции. Британцев крайне беспокоили германские планы по закреплению в южной части Тихого океана, на Самоа или Тонга.
Новоприбывший консул был представлен премьер-министру королевства Тонга миссионеру Ширли Бейкеру, при этом Модсли отмечал, что «несмотря на изобильную демонстрацию уважения», отношения между ним и Бейкером остались строго формальными, Альфреда не представили его жене и семье, он счёл премьера снобом. Состоялась и «очень любезная» аудиенция у короля Джорджа Тупоу I с разъяснением местной конституции, значительная часть статей которой никогда не переводились на тонганский язык. Гордон неофициально попросил Модсли провести расследование деятельности методистских миссионеров на острове, которых активно поддерживал Бейкер. Альфред даже съездил на остров Ниуафоу и собрал большое число показаний от вождей и простолюдинов о вымогательствах миссионеров и лично Бейкера. В сентябре Модсли отправил отчёт Уэслианской конференции методистов Сиднея. В январе 1879 года консул передал окончательный отчёт о расследовании королю Тупоу, премьер-министру Солсбери и своему начальнику Гордону. В феврале — мае 1879 года Альфред был на Фиджи, помогая разбирать архив: губернатор Гордон ещё не вернулся. Далее личной телеграммой лорда Солсбери (её доставили из Окленда на шхуне) Модсли был переброшен на Самоа, где начались вооружённые столкновения, а в гавань Апиа вошли немецкий и американский крейсера. По закону Модсли был выше по положению, чем американский и немецкий консулы, но моложе их по возрасту. Британский клипер «Корморант» прибыл только в августе, а вскоре из Сан-Франциско в Паго-Паго прибыл сэр Артур Гордон. Модсли передал ему прошение пятнадцати вождей Апиа, подписанное Малиетоа, в котором они просили принять архипелаг под подданство Великобритании. По описанию Альфреда, сэр Артур дословно сказал: «Положи его в карман». В Лондоне было принято решение отказаться от претензий на архипелаг Самоа. Далее сэр Гордон высадил Альфреда на Фиджи. Через месяц прибыли два миссионера Уэслианской миссии для расследования действий Бейкера, они работали в консульстве Модсли. Выводы Альфреда были полностью подтверждены, после чего Сиднейская конференция приняла решение отозвать Бейкера. Далее прибыл и сэр Артур для подписания официального договора Великобритании с королём Тонга.
В январе 1880 года Модсли запросил отпуск и отплыл в Сидней, откуда отправился в Калькутту на встречу с братом Чарльзом и сестрой Изабель. После возвращения в Лондон оказалось, что сэра Артура Гордона перевели губернатором Новой Зеландии, но он сохранил пост Верховного комиссара по Западному сектору Тихого океана. Альфред подал в отставку, видимо, полагая дальнейшую службу в Океании бесперспективной.

## Археолог (1880—1907)

### Киригуа — Копан — Тикаль (1880—1881)

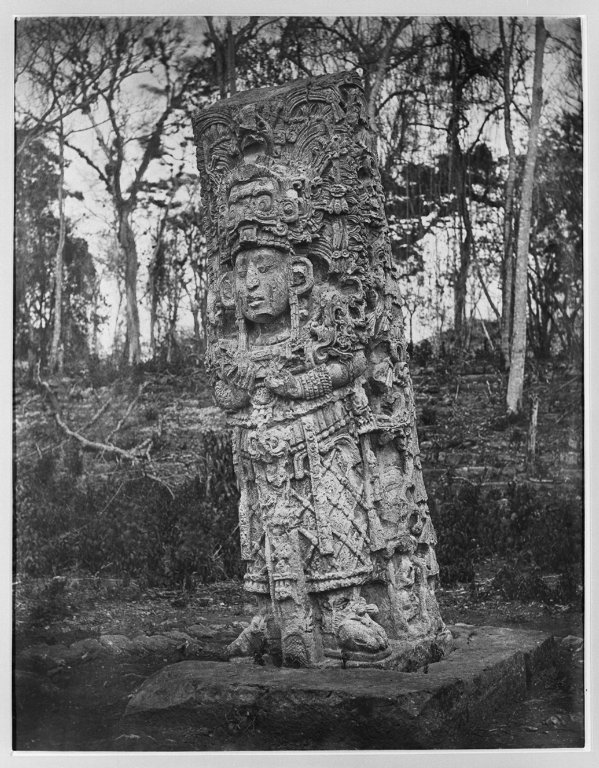
Стела «H» в Копане. Фото А. Модсли 1885 года

Маршрут Альфреда Персиваля после встречи с Чарльзом и Изабель неясен: его брат и сестра совершали кругосветное путешествие и направлялись в Японию. Косвенным доказательством, что старший брат присоединился к младшему, служит фото из Японии, явно сделанное Альфредом, а не уличным фотографом, а также четыре отпечатка из канадского Банфа, которые невозможно отнести ни к какому другому путешествию. Именно к этому периоду в архивных материалах Модсли привязан одиннадцатимесячный «провал». По мнению биографа Иана Грэма, именно с Изабель Альфред переписывался чаще всего, и отсутствие писем объясняется тем, что они общались непосредственно. В этот период он не вёл дневника. Новый интерес к археологии мог возникнуть у Модсли благодаря двоюродному брату Генри Модсли-младшему (1822—1899), который занимался раскопками в Иерусалиме за свой счёт и по собственному усмотрению как раз во время работы Альфреда на Тринидаде. Их результаты были в конце концов приняты и санкционированы Фондом исследования Палестины. Первое после «архивного провала» письмо Модсли, адресованное Изабель, датировано 27 декабря 1880 года и отправлено с борта лайнера во время стоянки в Сент-Томасе. Там упоминается и заход в Порт-о-Пренс и Кингстон, а целью называется Белиз. На борту он усердно занимался испанским языком с немецким жителем Гватемалы Франком Заргом, который рассказывал Модсли о руинах близ Флореса — то есть о Тикале. В Белизе Альфред начал вести дневник, первая запись помечена 9 января 1881 года: его принимали в губернаторском дворце сэра Фредерика Барли и там же определили на постой. Модсли был с ним знаком ещё по Австралии, когда Барли был колониальным секретарём Западной Австралии и славился страстью к длительным путешествиям. Во время визита Модсли в Белиз прибыли для закупки боеприпасов вожди майя, ведущие Юкатанскую войну рас, которых англичанин пытался убедить проводить его до развалин, и получил приглашение, которым, впрочем, так и не воспользовался. 15 января он отправился в порт Ливингстон в устье Рио-Дульсе в Гватемале, а далее поднялся до Исабаля. Вместо путеводителя у него было два тома «Путешествий…» Стефенса.
Проводником по сельве для Модсли стал дон Онофре, который показал ему «идолов», поросших орхидеями и едва видных среди растительности — это были руины Киригуа. Оставшись ночевать в палатке, Альфред начал эксперименты с фотографированием, но, проявив 12 фотопластинок, убедился в своей недостаточной квалификации. Вскоре он нашёл покосившуюся стелу, по адресу которой записал в дневнике, что отысканию никому не известных в Европе древностей можно посвятить оставшуюся жизнь. Проведя в Киригуа три дня, с караваном нанятых мулов англичанин двинулся в Копан, развалин которого достиг 3 февраля. Его поселили в хижине сельского старосты и в течение трёх дней, сверяясь по книге Стефенса, Альфред пытался опознать те или иные памятники. Совершив поездку к вулкану Агуа, британец в феврале возвратился в Гватемалу. Далее он опять вернулся к вулкану и даже совершил на него восхождение, надеясь снять на фотокамеру величественную панораму, но весь горизонт был закрыт облаками. В деревне Санта-Лусия-Коцумальгуапа — центре производства кофе и сахара — он убедился, что ближайшее городище майя почти полностью разорено: «все заслуживающие внимания камни и скульптуры разрезаны и вывезены в Британский музей». Дальнейшая часть пути документируется ретроспективно, по лекции 1892 года (дневник не сохранился). Англичанин миновал Тотоникапан и Рабиналь, видимо, направляясь к Тикалю.

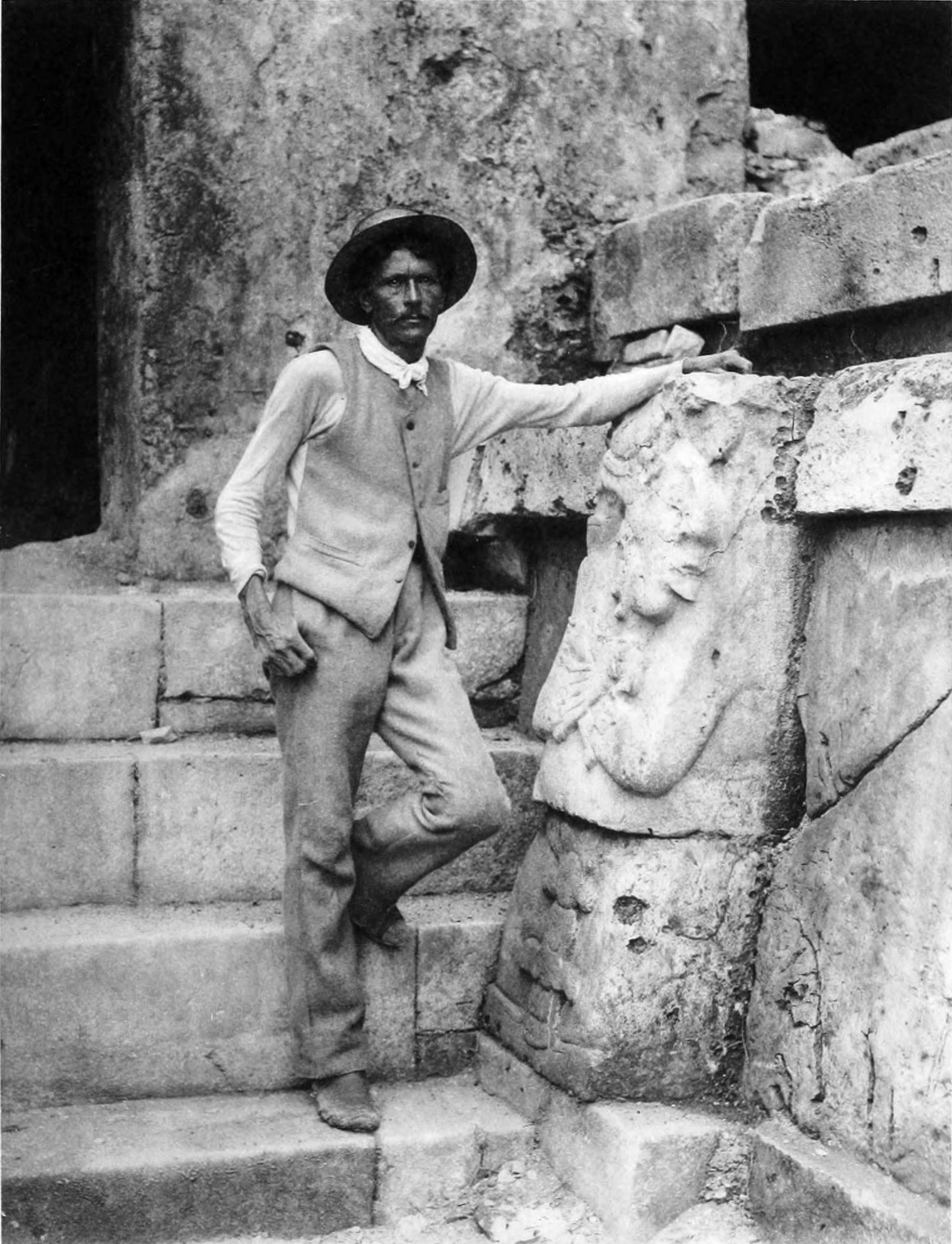
Проводник Горгонио Лопес. Фото сделано А. Модсли в Паленке в 1891 году

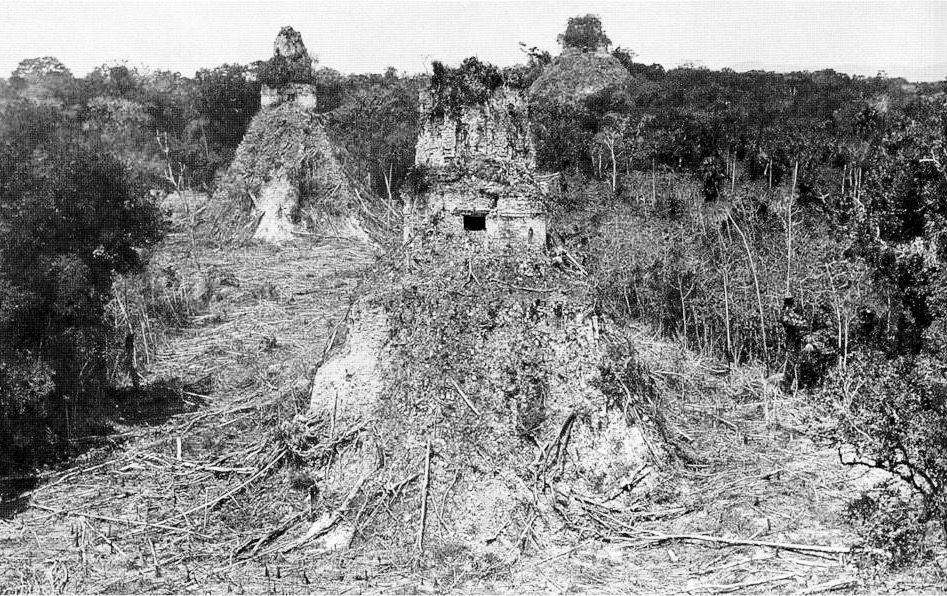
Тикаль в 1882 году. Фото А. Модсли

В Кобане проживал Франк Зарг, матерью которого была англичанка и который сам был женат на англичанке; он исполнял обязанности почётного консула США и вице-консула Германии. Именно Зарг посоветовал нанять проводника Горгонио Лопеса, который затем был постоянным ассистентом англичанина, но в тот раз к Тикалю его повёл брат Горгонио — Карлос Лопес. Поход из Кобана начался 31 марта, путь пролегал по почти непроходимым грязевым тропам и сгнившим гатям и мостам, вдобавок Альфред подцепил кишечную инфекцию, не мог есть и еле держался на муле. Далее путник чуть не лишился мула, провалившегося на сгнившем мосту (Альфред и Карлос с трудом освободили животное от седла и дали ему упасть в реку, после чего вытаскивали его из воды). Однажды караван потревожил осиное гнездо, Модсли был сильно искусан, а при попытке открыть бутылку нашатырного спирта она взорвалась из-за жары, чуть не лишив его зрения и обоняния. Далее путники задержались во Флоресе: шла Страстная неделя, и лишь 17 апреля 1881 года Модсли достиг своей цели.
Как было принято в те времена, Альфред нашёл более или менее сохранившееся древнее здание на так называемом «Акрополе», обустроив полевой лагерь в одной из сводчатых палат. В записной книжке прямо говорится, что Тикаль принёс разочарование: все постройки полностью скрывали заросли, расходы на расчистку которых могли достичь астрономической суммы без «надежды на удовлетворительный результат». В отличие от Копана, в Тикале не бросались в глаза изощрённая резьба по камню или изобилие скульптуры, а проводник заявил, что англичанин «увидел лучшее из доступного». Караванные рабочие оказывались ночевать среди руин, опасаясь «демонов», источник воды был далеко, а сама вода была очень грязной. Заставив рабочих чистить штукатурку и разбирать мусор, Модсли охотился на птиц и поймал двух молодых особей ранее не известного ему вида. В основном приходилось сторожить рабочих, которые занимались делом только тогда, когда за ними наблюдали. 23 апреля Альфред покинул городище, рассчитывая успеть на пароход в Белизе, отходящий 4 мая. Далее из-за приступа лихорадки у главы каравана мулы и люди прошли 30 миль до Сан-Андреса за один переход. Там Модсли присоединился к каравану дона Ченчо, следующий в Эль-Кайо, границу британских владений пересекли 28 апреля. В Эль-Кайо удалось найти лодочников и прибыть в Белиз за сутки до отправления парохода. Прибыв в Новый Орлеан, Модсли поездом выехал в Нью-Йорк, где неожиданно получил каюту первого класса на лайнере «Celtic».

### Яшчилан (1882)

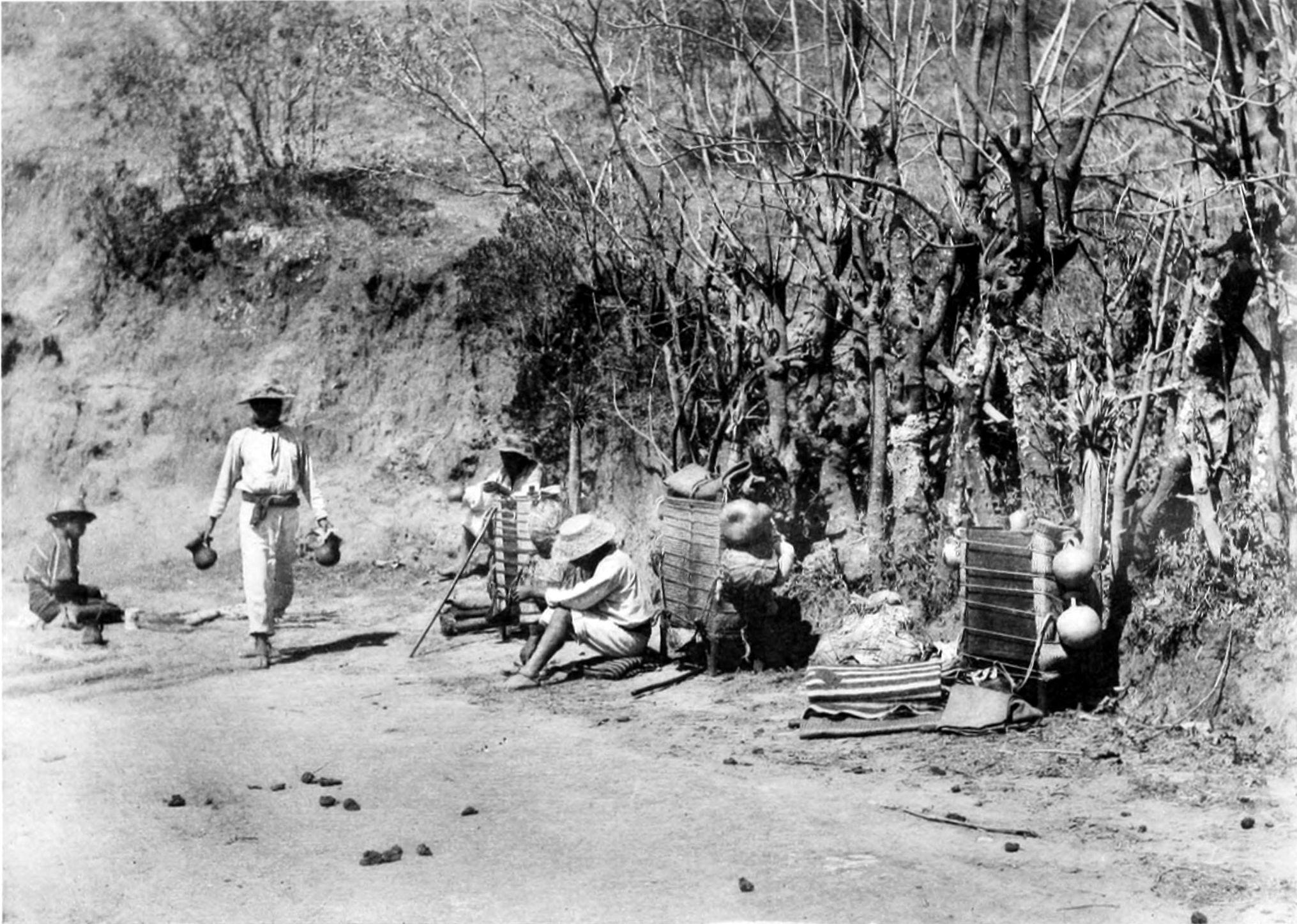
Полуденный привал

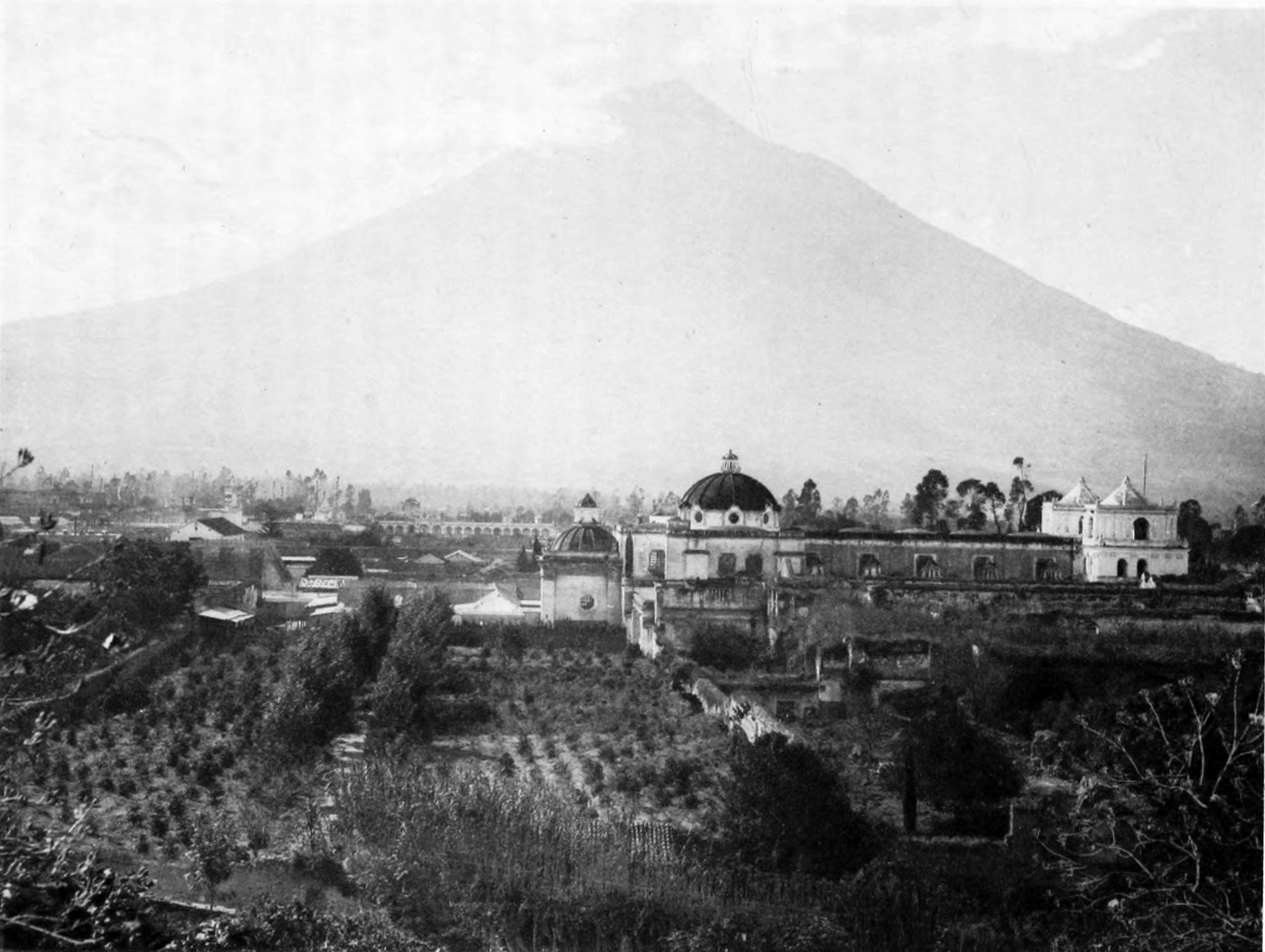
Антигуа-Гуатемала и вулкан

О деятельности А. Модсли после возвращения из Гватемалы ничего не известно. Следующий зимний сезон, однако, также был посвящён археологической разведке. По мнению И. Грэма, это было разумно: большая археологическая экспедиция дорого стоила, требовала предварительных договорённостей с центральноамериканскими властями, получения разрешения на раскопки, прохождения таможни, договорённостей о транспорте, найме рабочей силы и поставок продовольствия. Целью оставались Киригуа и Тикаль: уже известные Альфреду места, где имелись знакомые и не нужно было тратить времени на доставку необходимого. 17 ноября 1881 года он отплыл из Саутгемптона на борту парохода «Мидуэй», повторив собственный маршрут 1872 года. В Сан-Хосе он высадился 19 декабря. К этому времени город был связан с Эскуинтлой железнодорожным сообщением, но до Гватемалы всё равно пришлось следовать на мулах. В столице страны его главным консультантом стал исследователь Национального института Эдвин Рокстроу, получавший образование в Германии. Рокстроу был одним из пионеров исследований Усумасинты, и поведал англичанину, что в низовьях реки обнаружил крупное древнее городище с прекрасно сохранившимся скульптурами, после чего Модсли решился его исследовать. Пришло послание из от Зарга, которого просили организовать экспедицию. Альфред отправил распоряжение Горгонио Лопесу начинать расчистку участка в Киригуа, а сам отправился на Атитлан. Кроме того, при посредстве британского посла Альфред Модсли получил аудиенцию у президента Барриоса, который сильно напомнил ему короля Тонга, главным образом тем, что его кабинет «напоминал антикварную лавку». В Антигуа-Гуатемале Модсли познакомился с врачом-швейцарцем Штолем и вдвоём они поднялись на вулкан Фуэго. В Киригуа он отправился 30 января 1882 года, к тому времени рабочие расчистили зооморфный алтарь.

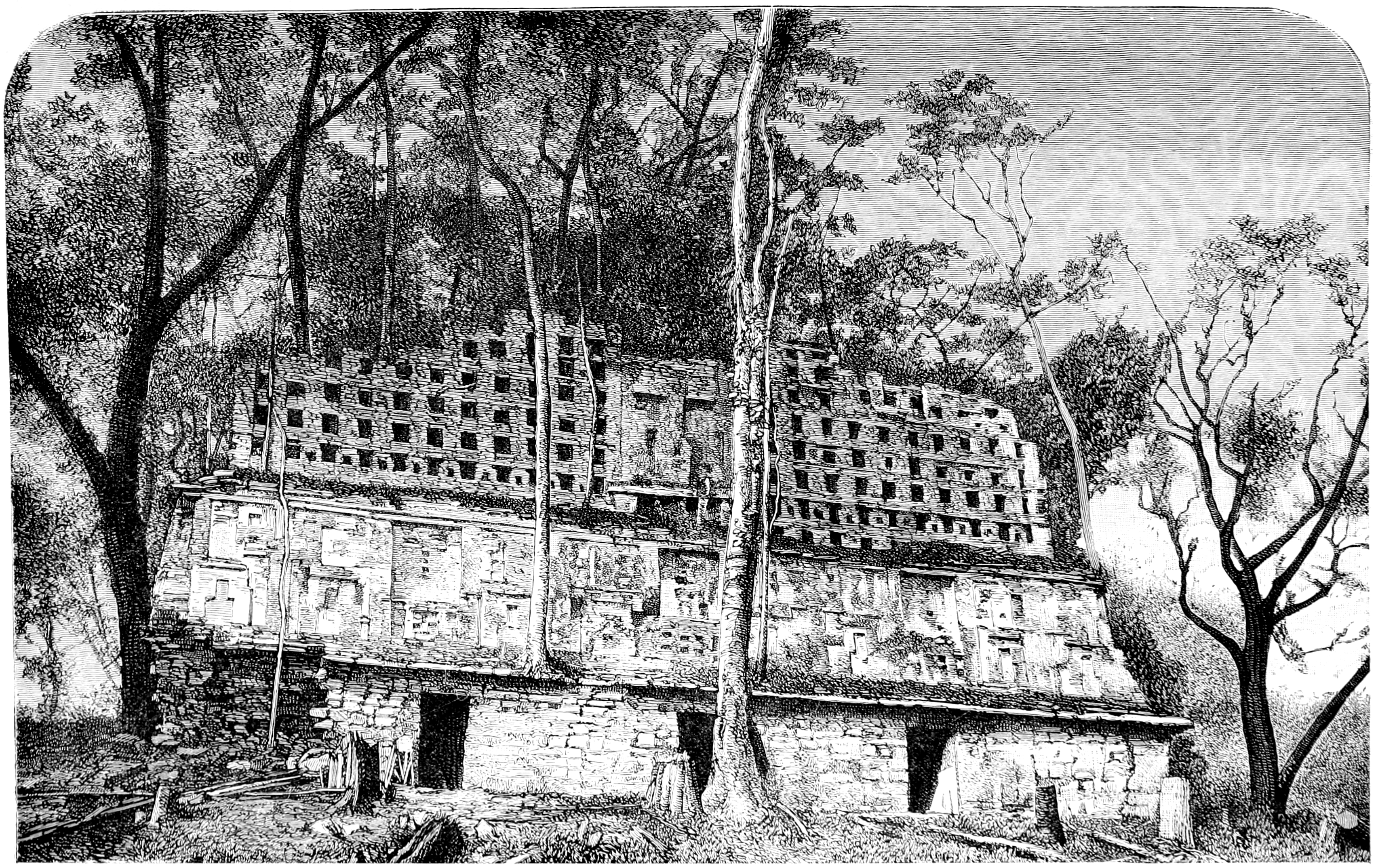
Одна из построек Яшчилана. Гравюра по фотографии Д. Шарне из его отчёта 1887 года

Убедившись, что февраль — не лучшее время для раскопок, Модсли добрался до Заргов в Кобане и провёл у них десять дней. 2 марта он выехал в Петен в сопровождении трёх братьев Лопесов (Горгонио, Карлоса и Дионисио) и тринадцати пеонов. Карлос и Дионисио двинулись прямо на Тикаль, а Модсли решил отыскать руины Рокстроу. Ему ассистировали паромщик из Пасо-Реале и немец Шульте из лесозаготовительной компании. Пройдя пороги, англичанин углубился в земли лакандонов, деревня была обозначена черепами ягуаров на кольях. Встреченная женщина с детьми понимала юкатекский язык и объяснила, что мужчины собирают в сельве какао. Модсли писал в дневнике, что все встреченные женщины удивительно напоминали изображения древних майя — «такие же большие глаза, крючковатые носы и полные губы». Деревня казалась процветающей, здесь выращивали хлопок, кукурузу, табак, тыквы, томаты и перец чили; женщины оказались общительными и продали путешественникам бананы, бататы и помидоры в обмен на соль. Ещё одна женщина попросила серебряный доллар для мониста, взамен взяв на себя обязанности кухарки. На следующее утро путники дошли до каменного кургана, за которым начинались террасы и ступенчатые пирамиды, гораздо менее заросшие, чем в Тикале. Постройки были более приземистыми и широкими. В одном из храмов перед разбитым идолом стояли горшки с полусгоревшими курениями, видимо, принесёнными лакандонами, которых Модсли назвал «карибами». Далее англичанин начал выламывать из построек отлично сохранившиеся рельефные притолоки с изображениями и надписями. 21 марта носильщик, отправленный в деревню за едой, принёс и письмо от французского фотографа Дезире Шарне.

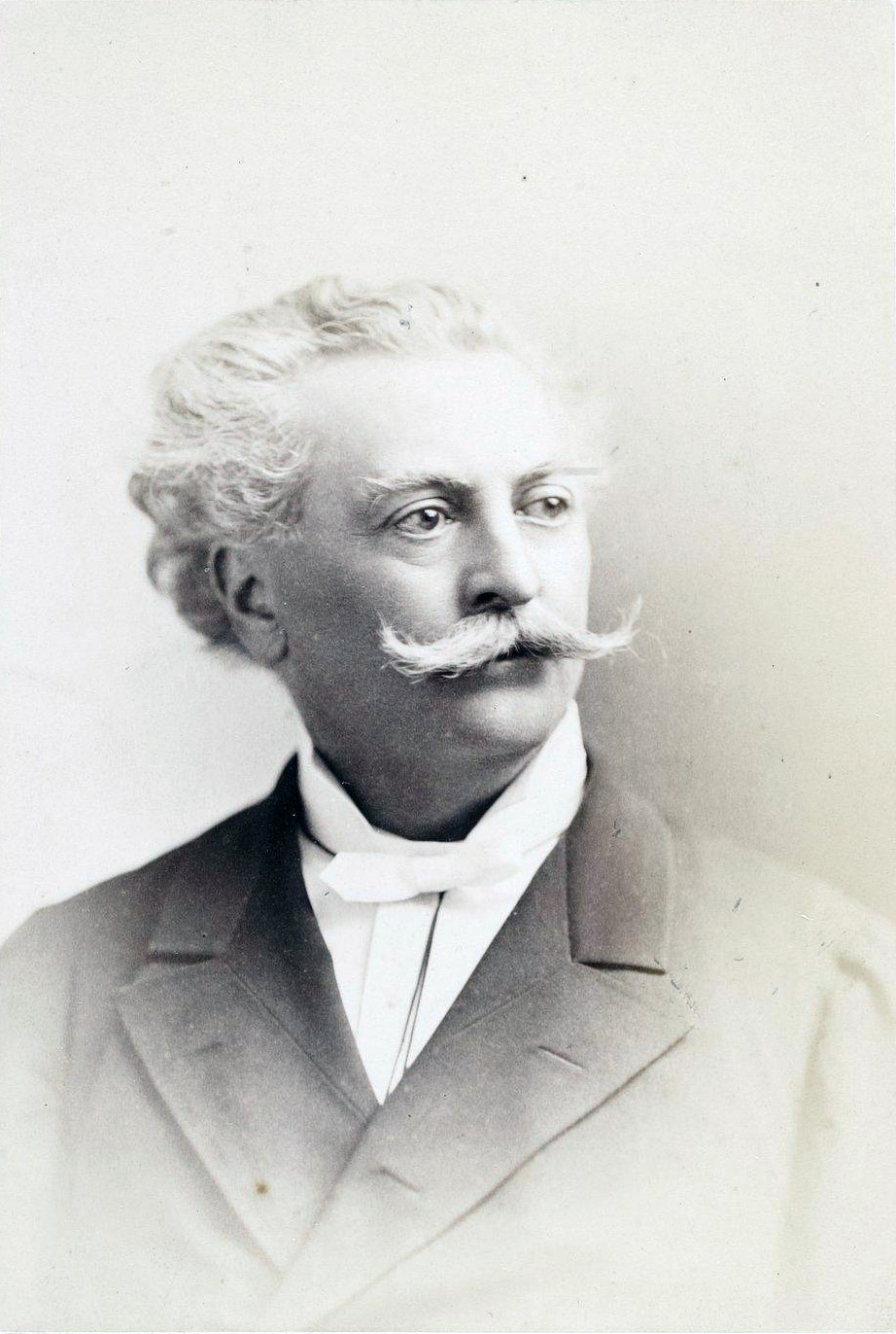
Дезире Шарне в 1878 году

Когда француз, наконец, явился, он не скрывал досады, что не станет первым европейцем, описавшим Яшчилан: индейцы уже уведомили его, что работы ведёт «дон Альфредо». В то время городище было безымянным: речка-ручей, в устье которой он располагался, именовалась Ялчиланом. Дезире Шарне в своём отчёте называл руины La Ville Lorillard — в честь табачного промышленника — спонсора. Модсли в декабрьском отчёте Королевскому географическому обществу именовал город «Усумасинтой», Рокстроу в заметке для «Немецкого географического журнала» использовал термин «Менче Тинамит». Когда об этом узнал Модсли, он стал использовать имя «Менче». Наконец, Теоберт Малер узнал, что точным названием ручья является «Яшчилан» и закрепил это имя. В собственном дневнике Альфреда общение с Шарне выглядит так: француз прибыл в его лагерь после завтрака 22 марта, доставив груз риса и фасоли для рабочих. При встрече он пожаловался, что испытал приступ лихорадки, после чего Альфред постарался принять его как можно лучше. 23 марта Шарне распорядился сделать целлюлозные слепки наиболее интересных находок Модсли. Оба были подчёркнуто любезны друг к другу и покинули городище вместе 26 марта караваном каноэ. Посетив по пути городище в устье реки Салинас (нынешний Алтар-де-Сакрифисьос), 18 апреля француз и англичанин распрощались. Модсли следовал в Саклук (Ла-Либертад) с четвертьтонным грузом каменных притолок, которые потом с великим трудом доставили в Белиз через Эль-Кайо. На прощание Модсли купил у Шарне провиант для носильщиков и две бутылки вина для себя: француз всегда возил большой запас вина из Бордо, Арагона и Мадейры. Археолог Иан Грэм отмечал, что в 1990-е годы, работая по следам Шарне к северу у Яшчилана, обнаружил две винные бутылки XIX века, выдутые вручную из тёмного стекла. Они превосходно сохранились и могли принадлежать только Д. Шарне.
В конце апреля 1882 года Модсли завербовал два десятка рабочих из Петен-Ицы и в основном занимался обмерами и фотографированием построек Тикаля. Пребывание в Тикале плохо документировано и длилось всего неделю: далее Альфред спешил на пароход в Белизе. Судно, на котором отправляли притолоки, находилось в ремонте и скульптуры майя прибыли позже своего первооткрывателя.

### Киригуа — Копан (1883—1885)

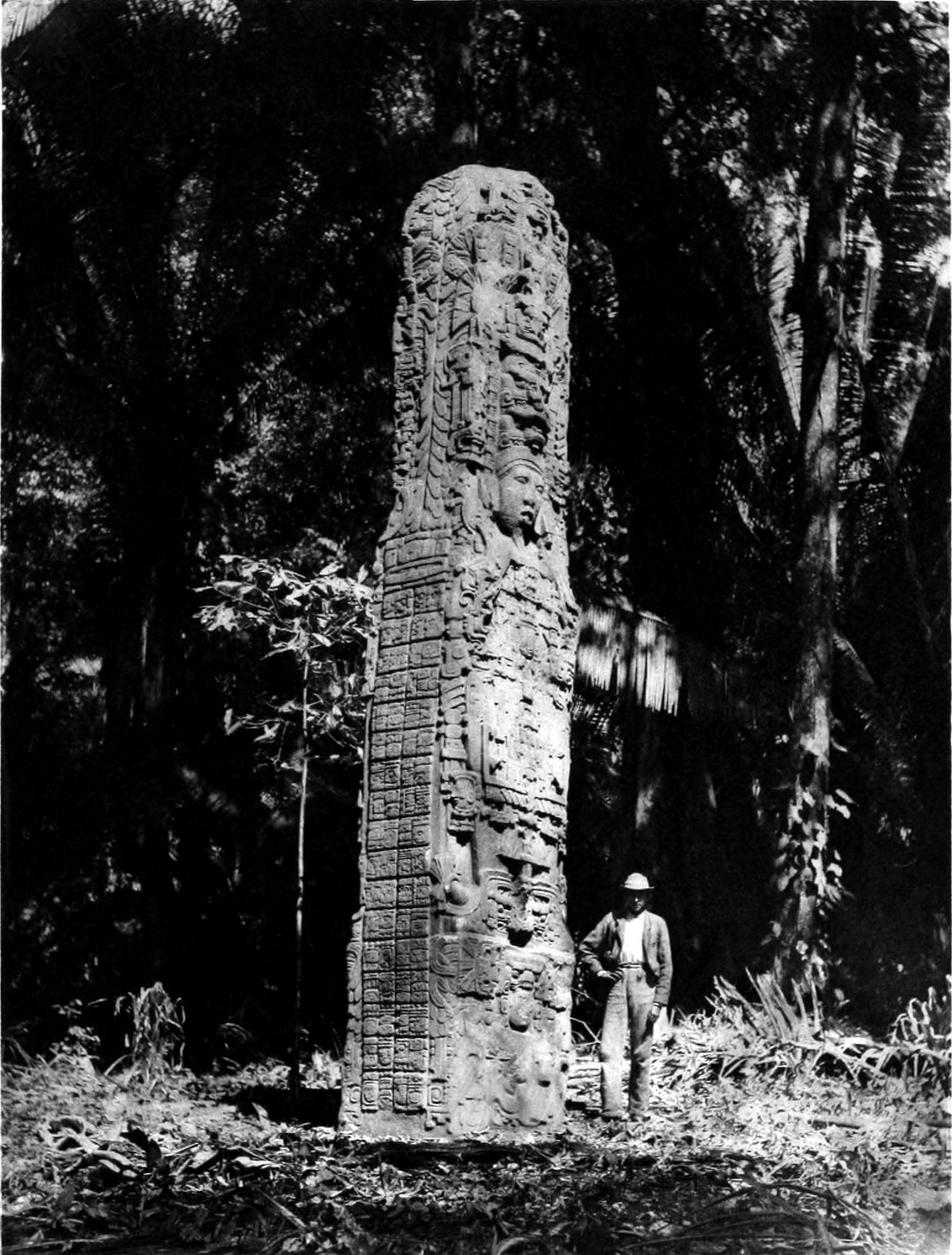
Альфред Модсли и стела «F» в Киригуа

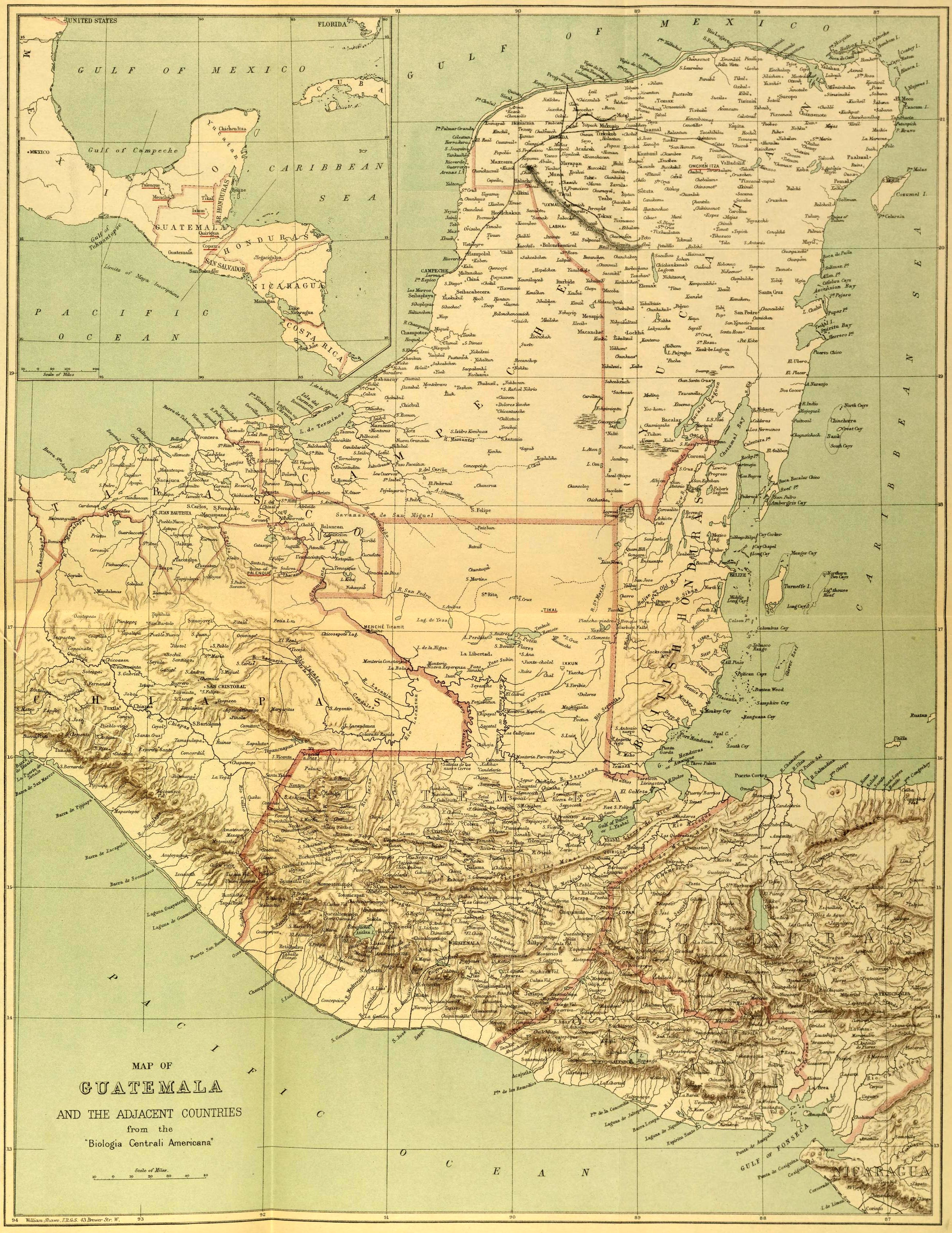
Карта Гватемалы и окрестных стран из книги «Очерки Гватемалы» (1899)

Готовясь к третьей поездке в Гватемалу, Модсли убедился, что памятники археологии зачастую невозможно запечатлеть на фотопластинках, зарисовки также не передают сложности письменных знаков и орнаментов, и единственным способом фиксации должно быть изготовление негативных слепков-матриц, с которых можно отлить точную копию тех или иных скульптур, рельефов и притолок. В Строении 33 Яшчилана, где Модсли разместил свою походную резиденцию, сфотографировать притолоки было почти невозможно, так как размеры помещения требовали широкоугольного объектива, а линзы XIX века не отличались совершенством. Плохое освещение можно было компенсировать магниевой вспышкой, однако скульптуры чаще всего были покрыты лишайником, вывести который в полевых условиях было невозможно. Согласно И. Грэму, метод снятия слепков имел серьёзные недостатки, требуя присутствия в команде квалифицированного скульптора, что резко повышало расходы, не считая закупки гипса и прочих расходных материалов. Для репродуцирования произведений сложной формы или с глубоким рельефом требуется разделить процесс изготовления матриц на несколько десятков или несколько сотен единиц. Увеличение объёма груза требовало найма большего числа пеонов и вновь увеличивало расходы. В Лондоне мода на слепки классических скульптур была на подъёме с 1870-х годов, когда Музеем Виктории и Альберта была принята «Всеобщая конвенция в поощрении репродуцирования произведений искусства на благо всех стран». Мастерская Бруччани в Ковент-Гардене предлагала покупателям 1200 образцов, например, гипсовая Венера Милосская в полном размере стоила всего 7 шиллингов (44,5 фунтов стерлингов в ценах 2023 года). То есть, такие произведения были доступны не только художественным учебным заведениям или галереям искусства, но и для украшения домов среднего класса. Именно в мастерской Бруччани Модсли нанял профессионального скульптора-репликатора Лоренцо Джунтини (Альфред последовательно писал его фамилию как «Гвинтини») и заказал для него 4 тонны сухого гипса в металлических бочках из Парижа. Накануне отъезда путешественник впервые выступил в Королевском географическом обществе, которое тогда собралось в новом зале Лондонского университетского колледжа. Отъезд Модсли и Джунтини состоялся в январе 1883 года, а в Белизе их ждал геодезист-картограф Чарльз Блокли — местный уроженец.

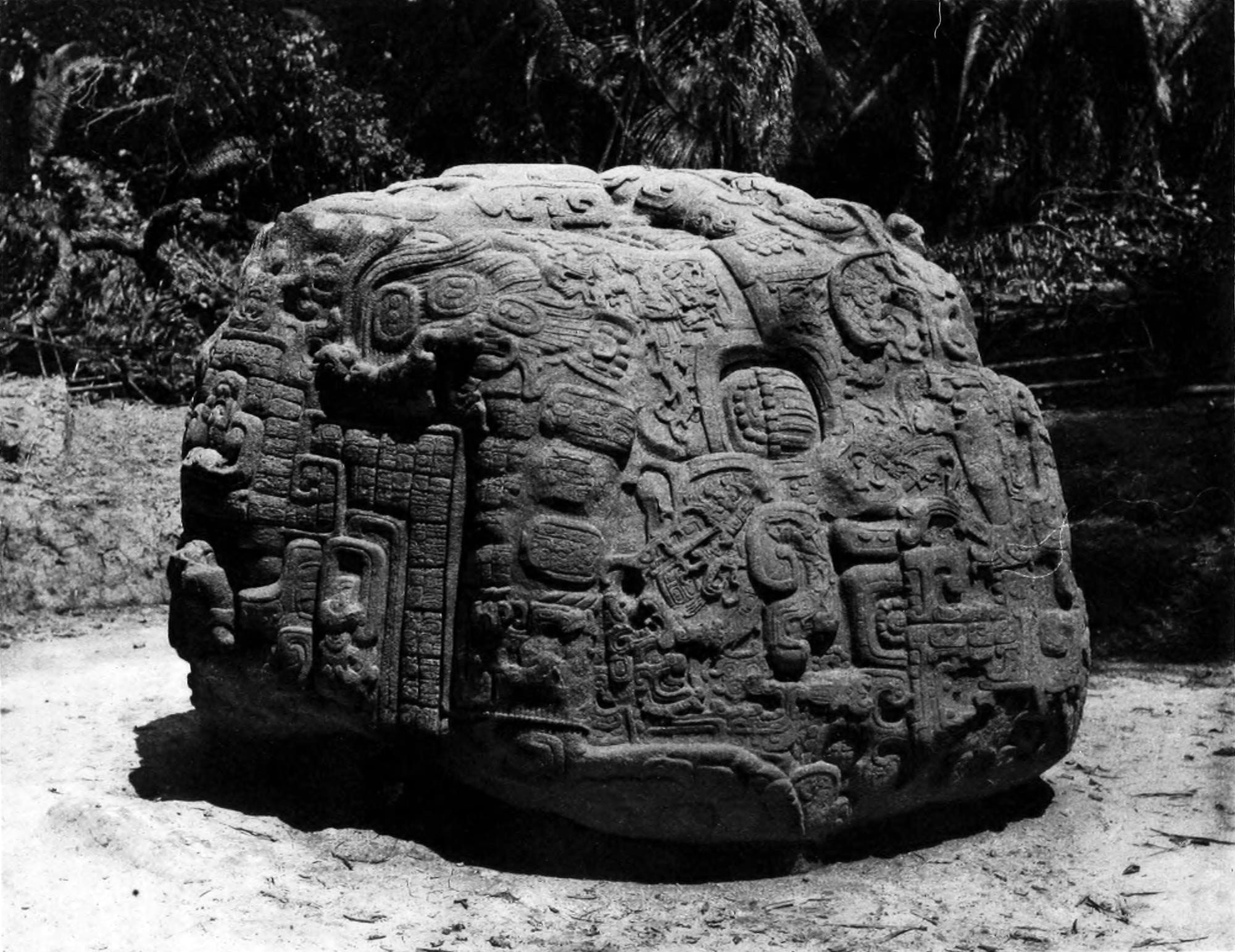
Алтарь «Большая черепаха» из Киригуа

В Исабаль экспедиция прибыла 18 февраля, а братья Горгонио и Карлос Лопесы 20-го числа привели 20 пеонов-кекчей. Их задачей было забросить в Киригуа гипс и провизию, что даже с применением челночного метода заняло десять дней — таскали почти исключительно силами носильщиков. Старому другу дону Онофре Альфред привёз в подарок скрипку. Джунтини почти сразу занялся снятием матрицы с ближайшего памятника и остался доволен условиями, Модсли в дневнике также был доволен настроем своего скульптора («не ворчит»). Городище Киригуа было избрано намеренно: на площади 200 на 350 ярдов располагались десять стел и несколько зооморфных алтарей. Стелы здесь самые большие в зоне майя — высотой до 33 футов и весом до 65 тонн. Алтари тоже могли достигать десятифутовой ширины и двадцати тонн веса. Работа шла тяжело: сезон дождей не завершился к маю, все вырытые траншеи наполнялись водой, а Джунтини мог работать только тогда, когда над рабочей зоной была прочная крыша. В походном лагере палатки и все вещи покрылись грибком и плесенью, а в один несчастный день лихорадкой заболели сразу 12 индейцев-рабочих. Далее заболел и был отправлен домой Блокли, но Джунтини категорически отказался сдвигаться с места, ибо очень хотел скопировать алтарь «Большая черепаха» (ныне Алтарь 16). Альфред спасался от дождя чтением «Жиля Бласа», а потом стал читать его вслух экспедиционерам. Самой тяжёлой работой оказалось копирование рельефов: чтобы к ним подобраться, надо было избавиться от подлеска, вырубить многолетние стволы, дать им высохнуть, и через 10 дней устроить пал. Стены ушли в грунт примерно на два-три фута, что требовало немалых земляных работ. Далее стену окружали лесами и начинался процесс очистки от мхов и лишайника. Два алтаря полностью утонули в почве и скрылись под корнями крупных деревьев. Из-за убыли рабочих Модсли пришлось лично потратить три недели на вербовку ещё 18 индейцев, что он сам именовал «чистым рабовладением»: Горгонио в Кобане поместил шестерых нанятых в тюрьму, чтобы они не сбежали. Только 26 апреля Джунтини закончил «Черепаху», на которую ушло две тонны гипса, а пресс-форма состояла из 600 деталей. Модсли и Лопесы снимали целлюлозные формы со всех надписей, какие только могли найти. Возвращение в Белиз прошло очень тяжело из-за непрекращающихся дождей.
После возвращения в Лондон следовало привести доставленные формы в целостный вид и произвести отливки, доступные для демонстрации. Именно тогда друзья Альфреда — Осберт Сальвин и Фредерик Годман — предложили включить его полевые заметки, фотографии и прорисовки в состав энциклопедического издания «Biologia Centrali-Americana». Пока Джунтини отливал слепки стел и алтарей и руководил рисовальщиками, осенью 1883 года Модсли поехал в Севилью работать с фондами «Архива Индий» в поисках материалов о руинах майя колониальных времён. Ему удалось найти самые ранние карты и отчёты миссионерских путешествий и чиновничьих обследований страны лакандонов. Кроме того, он открыл, что бумага, изготовляемая в Валенсии для заворачивания апельсинов, наилучшим образом подходит для слепков с иероглифических надписей. 3 декабря 1883 года Альфред Персиваль Модсли читал публичную лекцию в Кембриджском антикварном обществе, возглавляемом его университетским наставником и другом Дж. Кларком. Кларк был настолько впечатлён, что добился для Модсли гранта в 300 фунтов стерлингов (38 170 в ценах 2023 года) — единственную за всю его жизнь финансовую помощь со стороны. Этой суммы хватило на два года найма Джунтини.

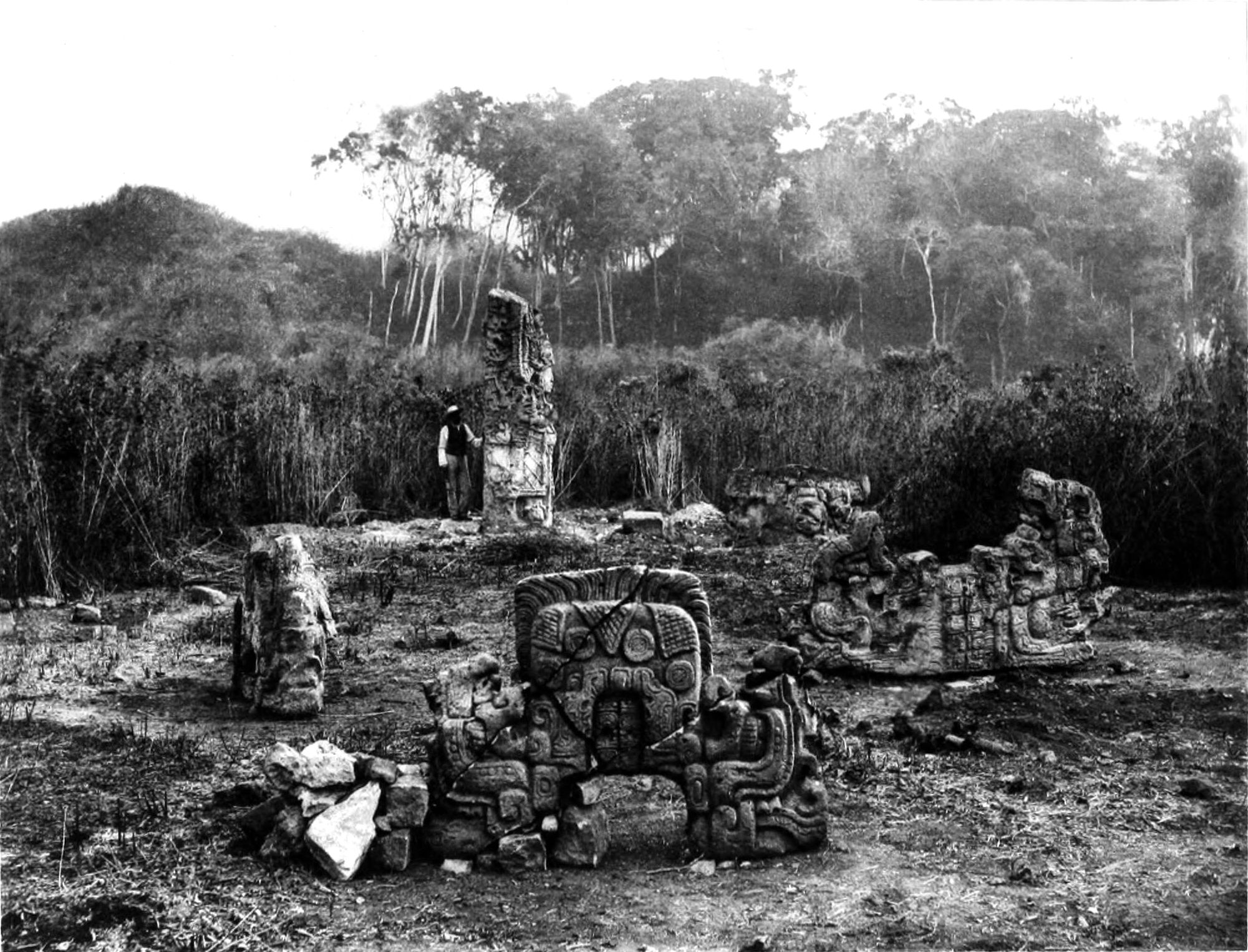
Центральная площадь Копана на фотографии Модсли

Перенос работ в сезон 1885 года в Копан, вероятно, объяснялся множеством доступных памятников, а также возможностью доставки материалов: от Исабаля до городища Модсли добирался три дня, а караван вьючных мулов — за неделю. Найти геодезиста не удалось, и Альфреду пришлось осваивать профессию картографа. Географическое общество одолжило ему 5-дюймовый теодолит, секстант, искусственный горизонт, хронометр, гипсометрический аппарат (для измерения высоты) и чертёжные инструменты. Обучал его Джон Коулз, который выписал сертификат, что Модсли вполне уверенно пользуется всем перечисленным. Запрос на дополнительный грант в 300 фунтов стерлингов был отклонён, в переписке впервые упоминается стоимость экспедиции — 1600 фунтов. Схема усложнилась: Модсли должен был выехать в Копан для определения на местности, а затем встречать Джунтини с расходными материалами. Альфред заручился рекомендациями в Форин-офисе, и в результате в деревне Копан 10 января 1885 года его встречали чуть ли не с триумфальной аркой, так как получили грозные послания от министра Соединённых Штатов и лично президента Гондураса Бограна, который назначил Модсли своим комиссаром. Однако дальше начались неприятности: Джунтини опоздал на месяц из-за поломки парохода. Раскопки и расчистку Альфред доверил Горгонио Лопесу, а сам отправился в разведку с его братом Карлосом.

Статуя юного бога кукурузы из Копана в коллекции лондонского Музея человека

Модсли двигался по маршруту похода Кортеса в 1524 году, но в целом ничего интересного для себя не увидел, заметив лишь, что в Чакухале сильно отличается стиль построек. Далее несколько недель заняла переброска партии Джунтини, гружёной топорами, мачете, кирками, ломами, тачками, полевой фотостудией, 4 тоннами гипса и 500 фунтами бумаги для слепков, а также несколькими сотнями фунтов пакли и американской ткани для упаковки отливок, не считая пиломатериалов для изготовления ящиков. Модсли жаловался, что накладные расходы составили 50 фунтов стерлингов за тонну — в двадцать раз больше, чем в Европе. Лопесы и Джунтини поселились в наспех возведённых индейских хижинах на руинах, а эсквайр Альфред квартировал в «кабильдо» (резиденции алькальда) в деревне. Основной площадкой работ был так называемый «акрополь» площадью почти 10 акров, где Джунтини делал гипсовые слепки, Лопесы — бумажные, а Модсли руководил раскопками, преимущественно закладывая траншеи. У так называемого Храма 26 он наткнулся на Иероглифическую лестницу, но в то время не имел возможности масштабных раскопок и не понял значения этого памятника. Вскоре разразилась война Гватемалы и Гондураса против Сальвадора и Никарагуа и рабочих призвали в армию. Прекратилось финансирование, которое шло через Гватемалу: из-за военного времени перевозить с курьером серебряные монеты стало небезопасно — в стране орудовали банды. Отправка полученных слепков также была целой эпопеей: бумажные слепки сушили на солнце и заливали кипящим растительным маслом, после чего упаковывали в холсты и брезент, а потом это заплеталось в корзину из стеблей гибискуса. Гипсовых форм оказалось более 1400, все разной формы и веса. Каждую матрицу оборачивали паклей, а потом обвязывали в пакет из обёрточной бумаги. В среднем в стандартный деревянный ящик помещалось 16 гипсовых форм, а на одного мула навьючивали два ящика. Всего с февраля по май удалось сделать полные слепки дюжины стел, алтарей и некоторых видов скульптур, не считая карт и фотографий. После отправления пришли известия об эпидемии клещевой инфекции и чёрной оспы. Когда Модсли запросил президентскую администрацию о судьбе мелких скульптур и керамических изделий, найденных при раскопках, 3 июня он получил телеграмму: «Вы можете забрать всё, что понравится. Всегда рад помочь в исследованиях на благо науки». В итоге Модсли забрал круглую скульптуру в виде бюста (Альфред счёл его женским, ныне он именуется «Юным богом кукурузы»), два барельефа из фриза Храма II и стенную панель на уровне пола из галереи того же храма. На пути в Новый Орлеан пароход Модсли и Джунтини «Даллас» сломал гребной винт (такая же авария постигла скульптора и на пути в Гватемалу) и дрейфовал в Мексиканском заливе. Пароход с грузом слепков сел на рифы у Флориды, и часть изделий была повреждена.

### Гватемальское нагорье и низины Британского Гондураса (1887—1888)

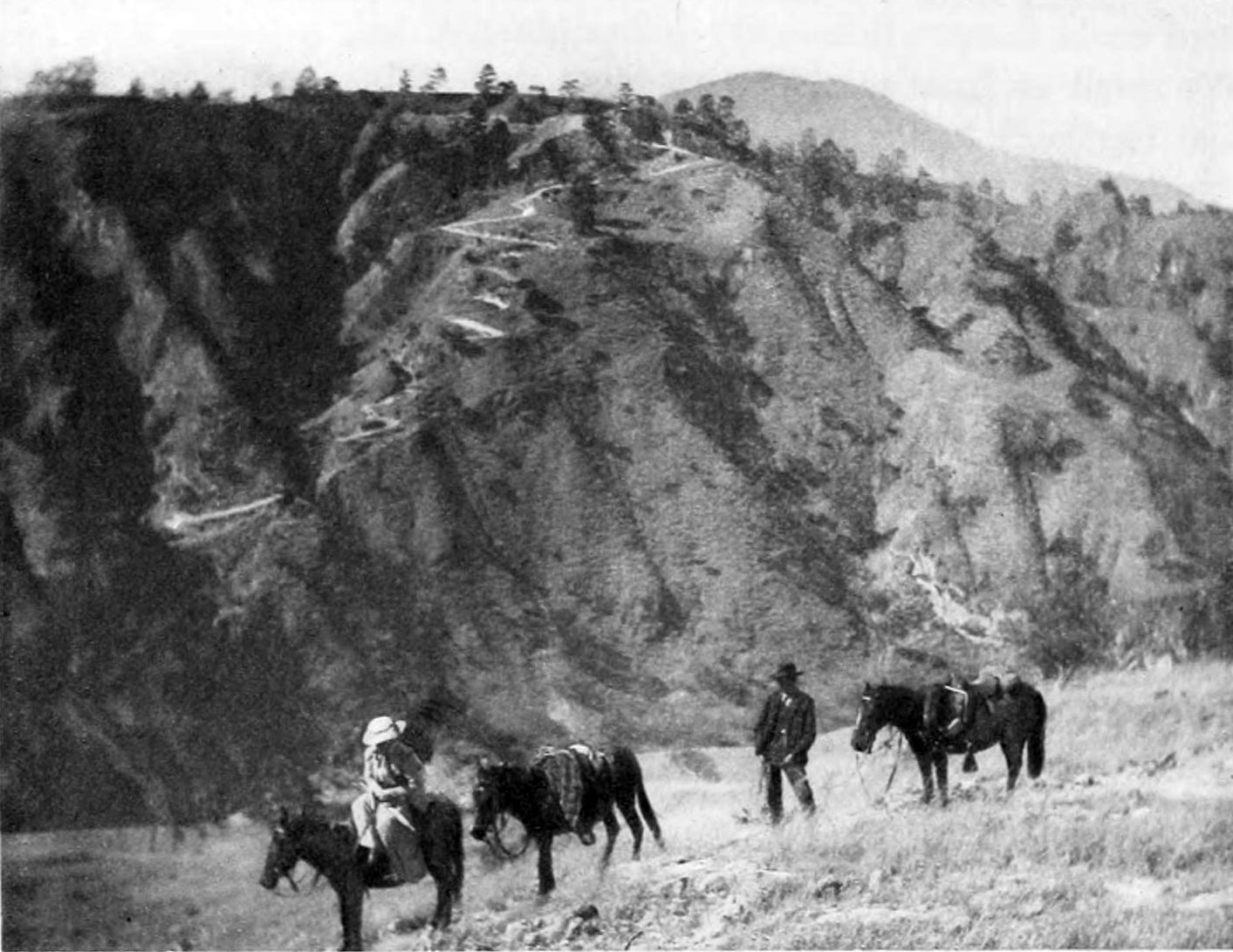
Спуск по долине Рио-Негро

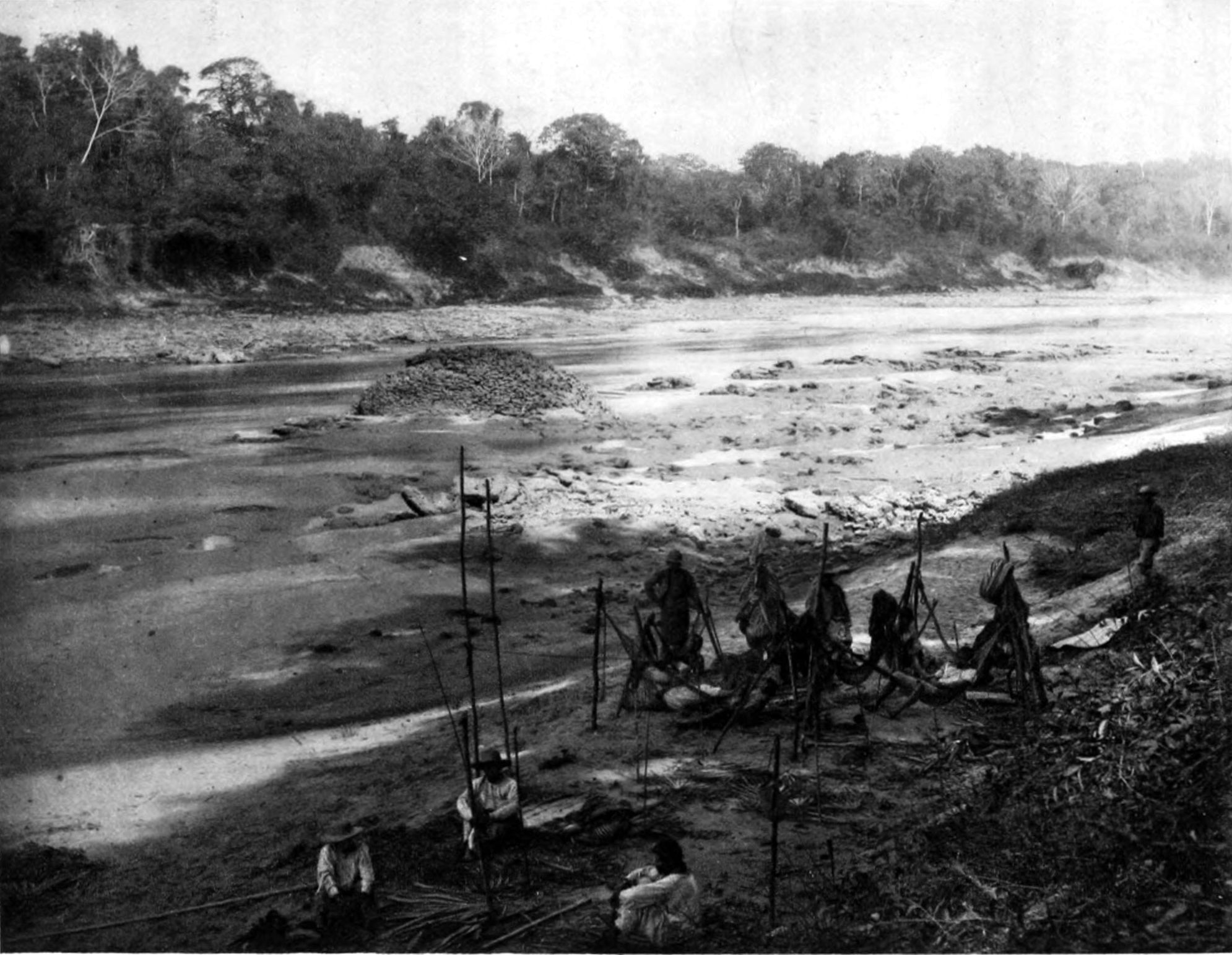
Русло Усумасинты в сухой сезон

Следующая экспедиция А. Модсли началась в октябре 1887 года, после длительного перерыва, посвящённого обработке полученных материалов и восстановлению здоровья. В новом сезоне планировалось исследовать местность от Гватемальского нагорья до низин Британского Гондураса. Первой целью были руины Утатлана и Ишимче — древние столицы киче и какчикелей. В январе 1888 года исследователь обосновался в Кобане, не имея чётких планов на дальнейшую работу. Он планировал картографировать верховья Рио-де-ла-Пасион, а затем осмотреть руины в Петене близ границы Британского Гондураса, где не удалось нанять индейцев из-за поверий, что «англичане едят людей». После непосредственного посещения Каабона и нахождения взаимопонимания с местным священником, трое братьев Лопесов наняли двадцать носильщиков и выступили в путь 18 февраля. В апреле, обследовав сельву, Модсли отправился к югу от Эль-Кайо, где его миссия носила политический и экономический характер: руководство колонии хотело, чтобы он дал рекомендации по преодолению длительного экономического спада. Основным экспортным товаром британской колонии было красное дерево, а коммерчески выгодные рощи у берегов рек были вырублены. Доставка же дерева из сельвы на быках становилась невыгодной, так как добываемая из стволов краска заменялась синтетическими красителями. Водные артерии Британского Гондураса имеют малую глубину, и возник проект постройки железной дороги.
По результатам своего путешествия Модсли представил меморандум в семь тысяч слов на адрес министра иностранных дел лорда Солсбери. По мнению Альфреда Персиваля, для развития региона можно было воспользоваться договором 1859 года, по которому Гватемала отказывалась от территориальных претензий к Британскому Гондурасу в обмен на постройку железной дороги вглубь территории. Следовало спешить, ибо открытие тихоокеанского побережья Гватемалы для морской торговли лишит Белиз посреднической функции. Железная дорога и глубоководный порт позволили бы также разбить банановые плантации в низинах Мотагуа. Проект Модсли был проигнорирован Министерством иностранных дел.

### Чичен-Ица — Паленке (1889—1891)

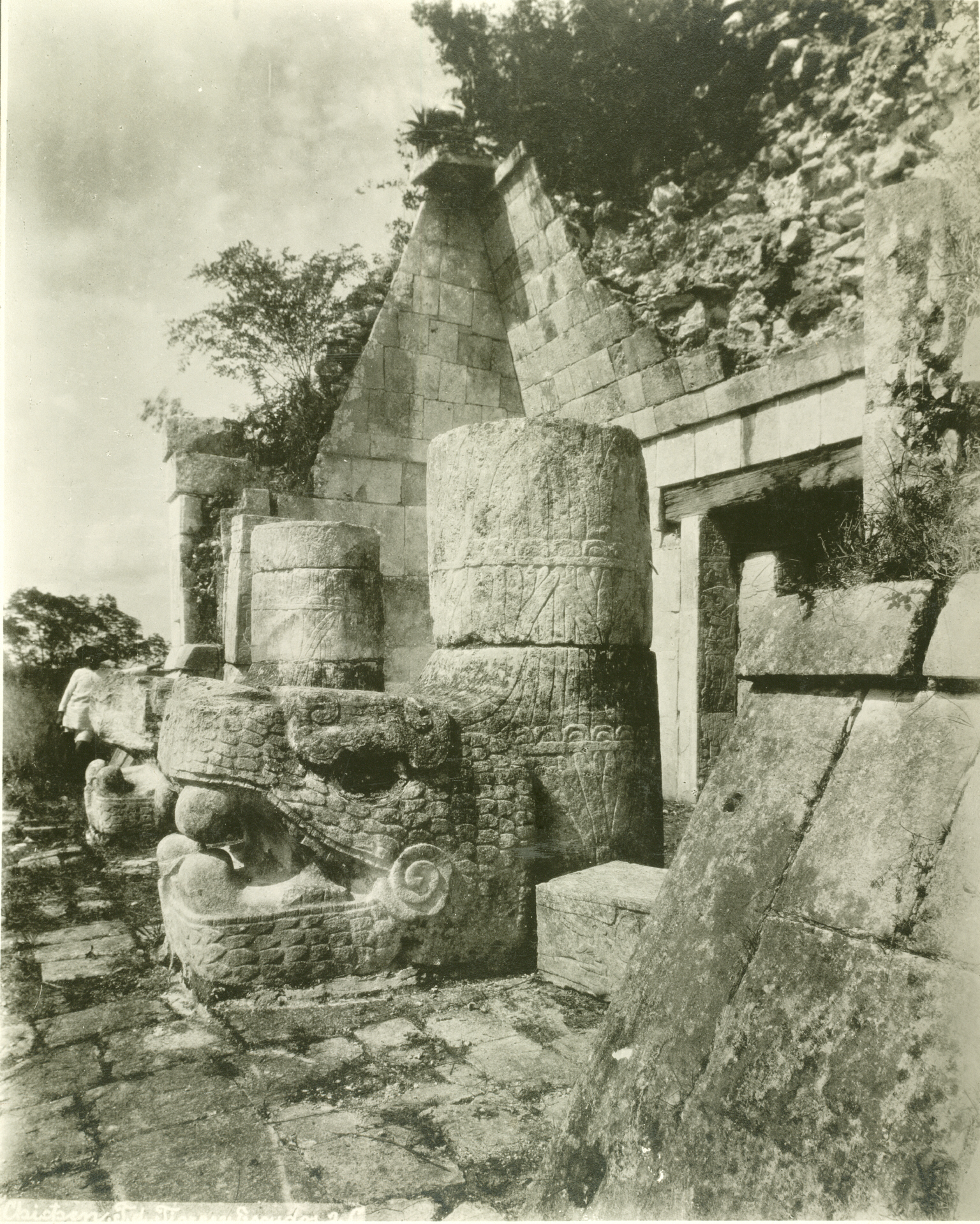
Основания колонн в форме змеев в Храме Ягуаров

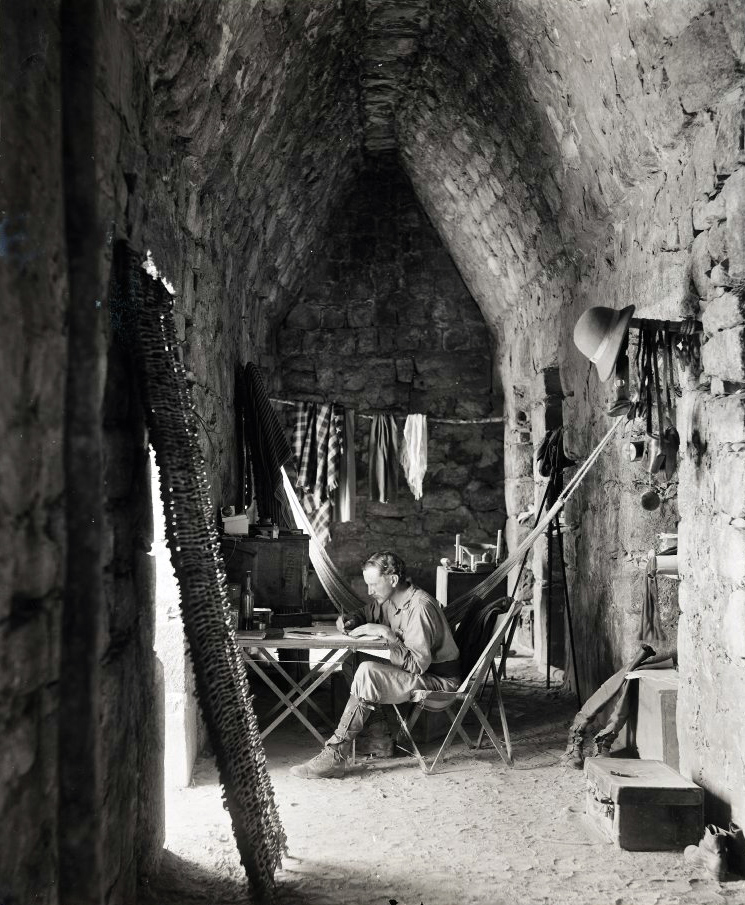
Альфред Модсли в Чичен-Ице в 1889 году. Походный лагерь в одной из галерей так называемого «Монастыря». Фото Генри Суита

Совершив экспедиции к четырём крупным центрам древних майя, не считая наблюдений в более мелких, Модсли убедился, что им свойственны общие черты архитектуры, изобразительного искусства и письменности с ярко выраженными региональными отличиями. По его предположению, города были заброшены задолго до прибытия испанцев, что частично подтверждалось данными колониальных архивов. Следующей целью стала Чичен-Ица, которая непрерывно существовала и в поздний период истории: испанцы ещё застали человеческие жертвоприношения в Священном сеноте. Экспедиция в Юкатан представляла отдельные сложности: полуостров в те времена был изолирован от окружающего мира — не было ни телеграфа, ни железных дорог, ни оборудованных гаваней. У Модсли не было деловых контактов, не пожелал он и тратиться на проезд гватемальских помощников — хотя бы Лопесов. Как обычно, учёный получил навигационное оборудование и хронометр от Королевского географического общества. В декабре 1888 года он выехал в Прогресо через Гавану, задержавшись на две недели из-за непрерывных штормов. Главным контактом стал американский консул Эдвард Томпсон, который в тот период исследовал Лабну и Ушмаль. Грузы исследователя почти месяц проходили в Мериде растаможивание, несмотря на приказы из Мехико об ускорении процесса и освобождении от пошлин (простая телеграмма шла месяц, так как её пересылали через Гавану). Город разительно отличался от описаний Стефенса: юкатанские помещики переживали «сизалевый бум», когда цены на волокно единовременно подскочили с 2 до 13 центов на фунт. Началось быстрое расширение плантаций, что создавало дефицит рабочей силы, это должно было сказаться и на работе археолога. Наконец, решив все формальности, Модсли поселился в «Каса колорада» — древней постройке, и безвылазно работал в Чичене с 11 февраля по 2 июля 1889 года. Выбор начальника над рабочими оказался ошибочным, а индейцы, нанятые в ближайшей деревне Писте, вообще не говорили по-испански. Вдобавок, на ночь они уходили домой и Модсли ночевал в руинах совершенно один. В марте удалось уговорить американца Генри Суита ассистировать при раскопках: это был выпускник Массачусетского технологического института, геодезист по профессии, который работал в Лабне в экспедиции Чарльза Боудитча.
Модсли перенёс свой лагерь в более сухую постройку, так называемый «Монастырь», выбрав длинную узкую галерею на южной стороне с тремя дверными проёмами, куда навесили циновки от солнца и насекомых. Благодаря Суиту удалось наладить рабочий график, но в мае оба были поражены лихорадкой, подменяя друг друга, ибо периодичность приступов у каждого была разной. Домашний быт приходилось обеспечивать самим исследователям, особенно тяжело было искать сухие дрова и таскать воду из сенота Штолок, расположенного в 400 ярдах от лагеря. Несмотря на всё перечисленное, Модсли открыл «змеиные колонны» у Верхнего храма Ягуаров над площадкой для игры в мяч. Также именно Модсли открыл асимметрию конструкции обсерватории «Караколь». Когда пришла бумага для снятия слепков, Суит и Модсли приступили к копированию фризов Нижнего храма Ягуаров, изображающих процессии воинов и жрецов. Работу осложняла летняя жара: стены прогревались настолько, что размоченная целлюлоза высыхала почти мгновенно и не прилипала. К концу июня закончились припасы, купить что-либо на месте было невозможно, и оба археолога питались исключительно рисом и говяжьим бульоном, разведённым из кубиков. 2 июля они отправились в Мериду, завершив самую изнурительную из экспедиций Альфреда. Хотя он планировал провести две-три недели в Ушмале, но был настолько измождён, что не стал задерживаться. Восстановление здоровья после Чичен-Ицы потребовало около полугода. Генри Суит больше никогда не занимался археологией.

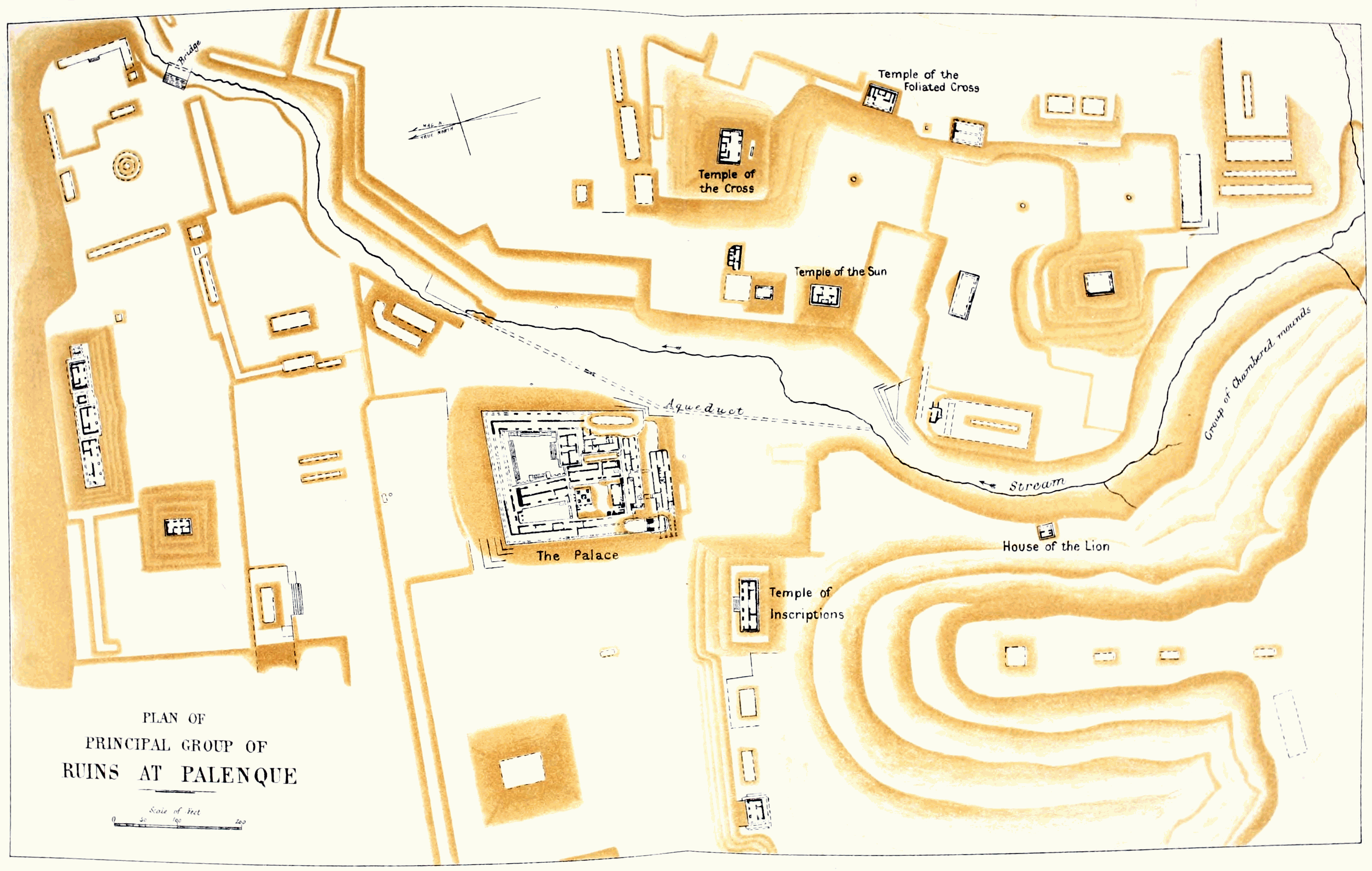
План важнейших построек Паленке, составленный А. Модсли

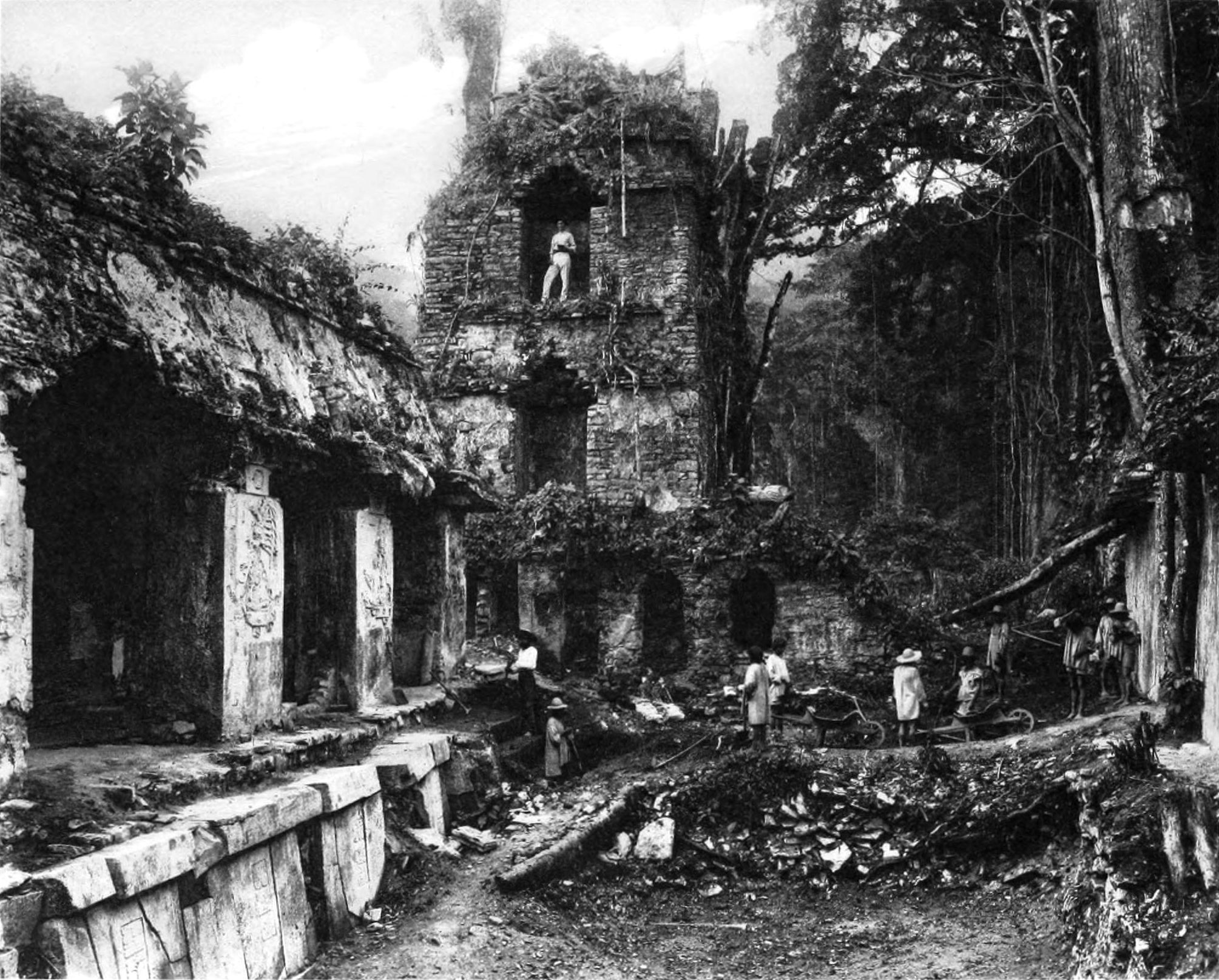
Восточный двор и башня дворца в Паленке

Планируемая экспедиция в Ушмаль так и не состоялась: с учётом приобретённого опыта надо было начинать заброску припасов и вербовку рабочих в сентябре, тогда как Альфред Модсли далеко не восстановился физически. Кроме того, именно Ушмаль славился как рассадник малярии. В результате учёный устроил себе отпуск и отправился зимовать в Египет, пребывание в котором документировано перепиской с родными. Четверо братьев и сестёр Мосдли наняли каютную лодку-дахабие. Малярийные приступы у Альфреда повторялись и в стране Нила. Главной мексиканской целью 1890 года стал Паленке; по мнению И. Грэма, Модсли зарезервировал концессию на раскопки в управлении древностей Мехико, хотя документальных свидетельств этому нет. Сначала Альфред Персиваль поехал в мексиканскую столицу, где при содействии британского посла сэра Спенсера Сент-Джона получил аудиенцию у министра иностранных дел Игнасио Марискаля и рекомендации для губернатора Чьяпаса: местность вокруг Паленке была ещё менее населённой, чем в Чичен-Ице. На Рождество 1890 года он выехал поездом в Веракрус, оттуда каботажным пароходом в Прогресо и только оттуда — во Фронтеру. Однако из-за сильнейших штормов Модсли высадился в Лагуне, где две недели было потеряно на растаможивание имущества. Перевалочной базой стала деревня Монте-Кристо, где экспедицию приветили местные авторитеты: дон Махарес и дон Эресуна. До руин Паленке оттуда было 40 миль по сплошной сельве, и перевозка провианта до деревни
Санто-Доминго (6 миль от городища) заняла ещё две недели. Модсли потратил время ожидания на орнитологические исследования. После найма индейцев начали расчистку дороги до Паленке, прокладку гатей и переправ. Из 15 нанятых рабочих в конце концов осталось четверо. Модсли выбрал себе наименее сырые развалины, где вместе с ним поселились американец-картограф Хью Прайс и французский путешественник — инженер Луи Шамбон. Работы удалось начать только 20 февраля, когда из Гватемалы по суше прибыли Лопесы: братья Горгонио и Хосе Доминго с сыном и племянником Каралампио. За три недели они сняли целлюлозные слепки со скульптур четырёх храмов, половина из которых была уничтожена внезапным ливнем. Наладить регулярную расчистку руин и раскопки было невозможно: в одну неделю могло явиться полсотни рабочих, в другую — ни одного. Раскопки и фотографирование начались только 15 апреля: до этого удалось освободить от многолетной сельвы несколько «полян», преимущественно на дворцовой площади, высушить и сжечь растительность. Модсли работал с маленькой камерой с пластинками 6,5 на 8,5 дюйма, присланную из Нью-Йорка по ошибке (обычно он работал с негативами 10 × 12). Работу осложняло то, что тонкую лепнину на фризах и капителях могли очищать только Модсли и Прайс, не доверяя это никому более: из-за постоянных ливней на известняковых памятниках образовывались сталактиты. Иногда за рабочий день удавалось очистить в буквальном смысле несколько квадратных дюймов изображений. Много сил заняла очистка дворцовой башни от многолетних деревьев, грозивших полностью её обрушить. Эта работа завершилась к 10 мая. 12 мая Лопесы по приказу Модсли отправились в Яшчилан добывать скульптурные притолоки, оставшиеся незащищёнными под открытым небом. Сам Альфред покинул раскопки 20 мая, направляясь в Прогресо. Здесь он получил известие, что владелец ушмальской асьенды дон Педро Контрерас приглашает Модсли на раскопки и предоставляет своих пеонов. Однако уже было слишком поздно. Несмотря на условия влажной сельвы и множество насекомых, Альфред не испытал малярийных приступов.

### Женитьба и последующие предприятия (1892—1907)

#### Энн Моррис-Модсли

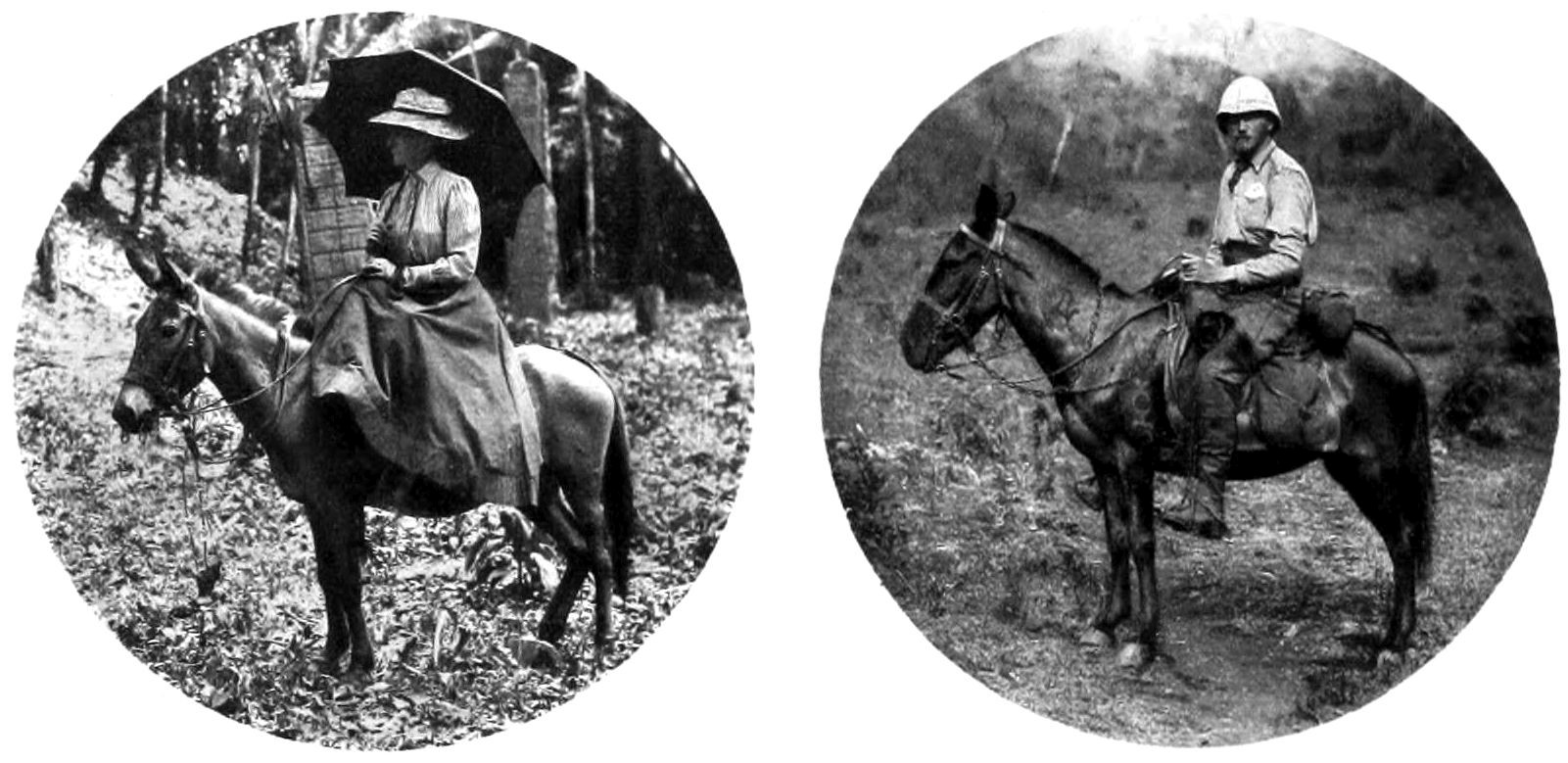
Энн и Альфред Модсли верхом на мулах

Не существует свидетельств, почему 41-летний Модсли решил прервать напряжённый экспедиционный график и скорректировать образ жизни. Иан Грэм выдвинул предположение, что главной причиной стало снижение доходов семейной фирмы Maudslay, Sons and Field, так как Альфред жил и работал на отчисления от своей доли. Примерно тогда же он принял решение о женитьбе. Хотя интимные дневники и переписка не сохранились (или вообще не существовали), И. Грэм по косвенным свидетельствам нашёл, что к сорокалетию Модсли пережил два или три романа, которые, по складу его характера и темперамента, не были особенно бурными. Ещё после возвращения из Океании он строил матримониальные планы в отношении Кэтрин Брабазон — племянницы генерала, однако в 1885 году она вышла замуж не за Альфреда. Внучатая племянница Долли Модсли даже утверждала, что у Альфреда был внебрачный ребёнок, но никаких подробностей биографу отыскать не удалось. Очень прочным оказалось знакомство с семейством Моррисов, продолжавшееся с 1872 года. С Энн Моррис Альфред регулярно переписывался и нередко виделся во время поездок американки в Европу. 31 мая 1892 года они обвенчались в американской епископальной церкви Сан-Паоло в Риме, свидетелями были сестра и шурин Энн — Мэри Моррис и Льюис Тёрнер. Жениху было 42 года, невесте — 44. Ни о каких событиях, приведших к этому союзу, ничего не известно, хотя Долли Модсли утверждала, что, по семейному преданию, инициатором замужества стала сама мисс Моррис. Энн к тому времени состоялась как писательница, увлекалась спортом. Она происходила из так называемой «американской аристократии», приходилась внучкой Говернеру Моррису, одному из отцов-основателей США, родственные узы связывали её с Джефферсонами, а через семейство Кэрис — с Поухатаном. Энн подготовила к печати дневники своего деда, хотя и с большими купюрами.
Альфред Персиваль долгие годы жил в Лондоне на холостяцкой квартире в доме № 11 на Парк-лейн, а потом они с Энн купили дом № 32 на Монпелье-сквер близ Гайд-парка. В конце 1892 года Модсли работал с оргкомитетом Севильской выставки в честь 400-летия открытия Америки, предложив свои фотографии, которые после окончания мероприятия поступили в Британский музей. На следующий год Энн хотела побывать на родине, в том числе на Колумбовой выставке в Чикаго, и супруги отправились в Нью-Йорк 10 октября 1893 года почтовым лайнером «Тевтоник». Руководитель этнографического отдела Колумбовой выставки Патнэм запросил у Модсли копии его фотографий для демонстрации. Побывав на выставке, супруги проехали в поместье «Моррисания» в Колорадо, а в Сан-Хосе должны были отбыть через Сан-Франциско, но задержались из-за заболевания гриппом. 5 декабря 1893 года Альфред был назначен иностранным агентом американского Музея Пибоди с правом вести по своему усмотрению работы в Гондурасе и связываться с правительством. Энн отправлялась с мужем, который хотел воспользоваться командировкой для собственных проектов в Гватемале. Энн с трудом переносила морские переходы, а в Сан-Хосе пассажиров сажали в железную клетку, которую краном переставляли на понтон до берега. Далее им предстояло проехать 500 миль караваном мулов под командой бессменного Горгонио Лопеса через Антигуа-Гуатемалу, Сололу и Кобан.
До Копана супруги добрались только в марте 1894 года. Альфред фотографировал памятники, Энн рисовала, а Горгонио с сыновьями делал бумажные слепки. Энн была воспитана как хозяйка дома и взяла на себя готовку (с её точки зрения, во всей деревне не было ни одного приличного повара), а также оказывала врачебную помощь местным жителям. Альфред с её подачи вспомнил, что когда-то получил квалификацию медика, и спас зрение кузнецу, которому в глаз попал раскалённый кусочек металла. Из-за сильной жары супруги в апреле переместились в Киригуа, но там попали под сильные северные шторма с ливнями, не свойственными этому времени года. Сезон оказался неудачным: плотник в Исабале настолько скверно упаковал целлюлозные слепки, что больше половины их заплесневели и разложились. В Киригуа Альфред подхватил сильную лихорадку.

#### Савалета

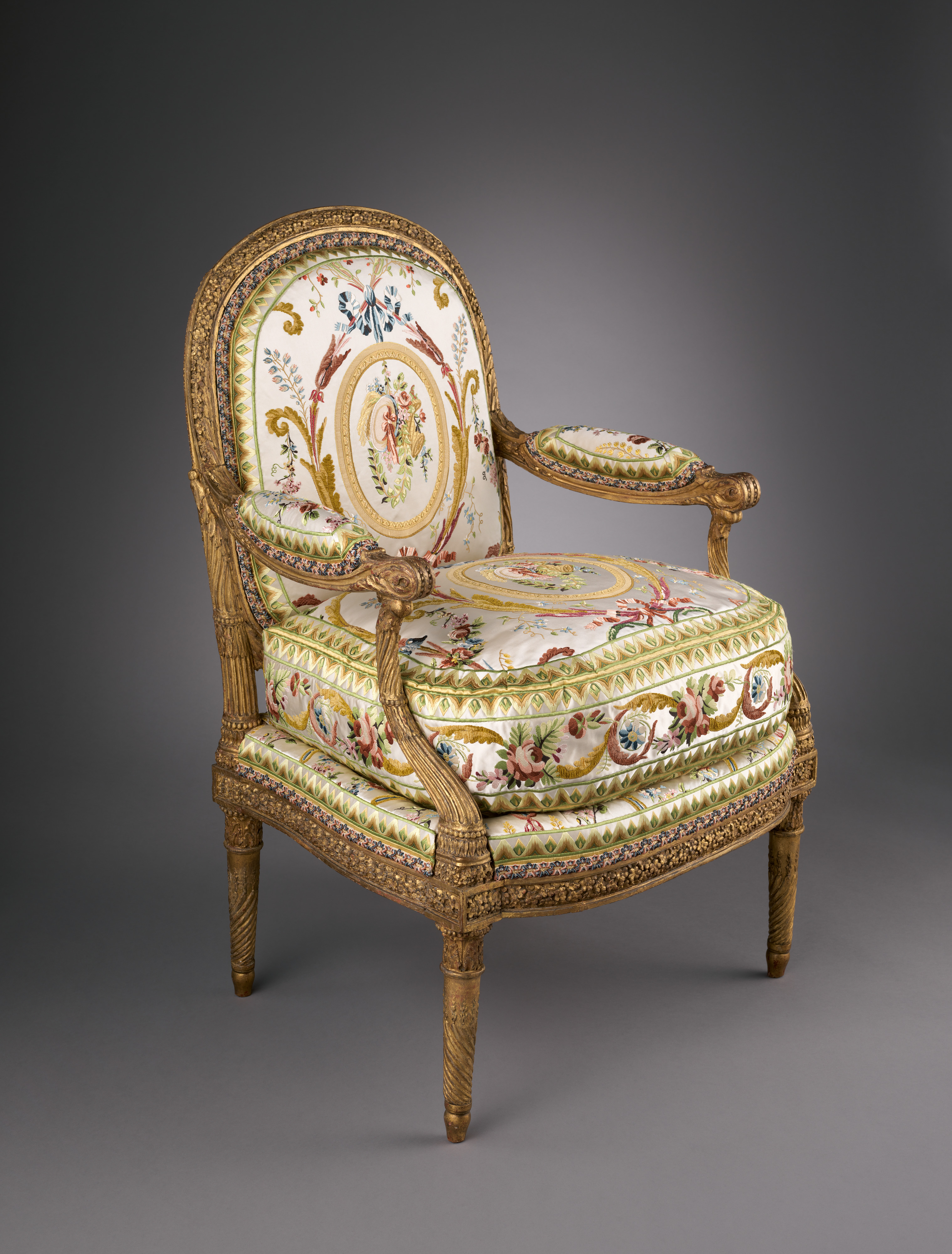
Одно из кресел большого кабинета Марии-Антуанетты, купленных дедом Энн Моррис

По завещанию отца, каждому из братьев и сестёр Модсли досталось состояние в 40 000 фунтов стерлингов. При обычной в те времена процентной ставке это могло обеспечить годовую ренту от 1000 до 1500 фунтов, достаточную для содержания дома и трёх-четырёх слуг. По классификации газеты «Таймс» 1890-х годов, англичанин с доходом менее 150 фунтов в год «вряд ли может считаться джентльменом» (для женатого эта сумма возрастала до 250 фунтов в год). Доходы Модсли позволяли отнести его к категории «обеспеченного, но небогатого», то есть верхнего уровня среднего класса. Вероятно, ему досталась и какая-то доля акций семейной фирмы после её капитализации, и после банкротства 1899 года Альфред даже подавал судебный иск о возмещении потерь. По подсчётам И. Грэма, при банкротстве он потерял порядка десяти тысяч и примерно столько же потратил на экспедиции, не считая постоянных расходов на содержание прислуги и хранение коллекций, выплату жалованья Джунтини и прочее. Вероятно, его доходы к началу XX века упали до 500 фунтов стерлингов в год. Энн располагала собственным, хотя и небольшим, капиталом, и несла некоторую долю расходов по дому и деловой активности. В 1905 году после смерти старших родственников Энн досталось большое наследство: 59 000 долларов от ликвидации фирмы New Haven Railroad, и ещё 29 000 долларов от земельных владений. Сверх того, она унаследовала коллекцию мебели Марии-Антуанетты, купленную её дедом на распродаже в революционном Версале, и его архив.
В 1898 году супруги Модсли переехали в Мексику, где приобрели асьенду и золотую шахту близ индейской деревни Сан-Пабло-Куатро-Венадос в Оахаке. Как обычно, причина этого жизненного поворота неизвестна. Горный инженер Артур Лотон, работавший у Модсли, в одном из частных писем 1900 года описывал это как авантюру, при том что Альфред располагал весьма ограниченными средствами. По состоянию на 1903 год на имя Модсли была зарегистрирована Zapotec Mining Company, которой принадлежали золотые и серебряные рудники в Эль-Кармен, Эсперанса и Анекса-а-Долорес. Лотон поселился в доме Модсли и тоже был связан с миром американистов, будучи женатым с 1902 года на дочери Зелии Наттол (против воли исследовательницы, которая хотела видеть зятем А. Тоззера). Альфред и Энн зимовали в Оахаке вплоть до сезона 1906 года. Рядом с шахтой они построили саманный дом, получивший имя «Савалета» (Zavaleta), ни одна из этимологий которого неубедительна. Иан Грэм полагал, что название восходит к роману-фельетону его кузена Генри про вождя индейцев Савало, который он публиковал в 1878 году в газете The Barnsley Chronicle. Дом был в типичном индейском стиле: с плоскими крышами, отдельными флигелями для прислуги и Лотона. Двух слуг Альфред привёз из Англии, где они долгие годы служили его семье. Близ дома бил горный источник, а от ветров всё прикрывала лиственничная роща. В 10 милях от Савалеты располагались руины Монте-Альбана — древнего культового центра сапотеков. Вероятно, выбор места переезда объяснялся близостью археологического объекта, кроме того, Модсли увлёкся переводом «Правдивой истории завоевания Новой Испании» конкистадора Берналя Диаса. Средства истощились к 1902 году, и тогда Модсли запросил грант у только что основанного Института Карнеги. В ноябре того же года британский посол информировал правительство Мексики о желании раскопать и частично реставрировать руины Монте-Альбана мистером Модсли на средства Института Карнеги. Решение об этом было принято на XIII Международном конгрессе американистов в Нью-Йорке. Учёный запросил встречу с президентом и дал обязательство не вывозить скульптуры и прочие находки из страны, по возможности оставляя их на первоначальном месте. На секции, которой руководил Модсли, выступала художница-археолог Адела Бретон, демонстрировавшая кальки фресок из Чичен-Ицы (четыре сцены в натуральную величину), акварели и раскрашенные фотографии: так состоялся её дебют в среде профессиональных индеанистов.
В 1903 году в Мехико Модсли познакомился с Теобертом Малером — австрийцем по происхождению, который прославился как выдающийся фотограф доколумбовых памятников. Не осталось прямых свидетельств их общения, но оно не было позитивным: Малер впоследствии обвинял Модсли и З. Наттолл «в заговоре против него». Тем не менее концессия на раскопки была предоставлена Альфреду, равным образом, попечительский совет Института Карнеги выделил грант постановлением от 20 января 1904 года. Работы велись в течение одного сезона, однако уже 16 октября 1905 года на заседании Попечительского совета зачитали письмо «доктора Модсли» о невозможности продолжения археологических работ в Центральной Америке. Действительно, в январе 1905 года Альфред обследовался в Денверской больнице, а в июне ему была сделана операция, но более подробностей неизвестно. Предположительно, в период излечения он занимался делами ранчо своего тестя. Положение Модсли сильно осложнялось кампанией в прессе, поднятой против него инспектором по делам древностей Леопольдо Батресом. В итоге, по выражению Карлоса Эчеверия, «то, что могло перевернуть археологию Оахаки, так и не состоялось». После продажи Савалеты и шахты Альфред и Энн купили себе дом в Сан-Анхеле, пригороде Мехико, где могли зимовать и ездить в архивы мексиканской столицы. Модсли включился в дискуссию о местоположении главной пирамиды Монтесумы. Однако в мае или июне 1907 года супруги Модсли продали всю недвижимость и более никогда не посещали ни Мексику, ни вообще Новый свет.

#### «Biologia Centrali-Americana» и «Очерки Гватемалы»

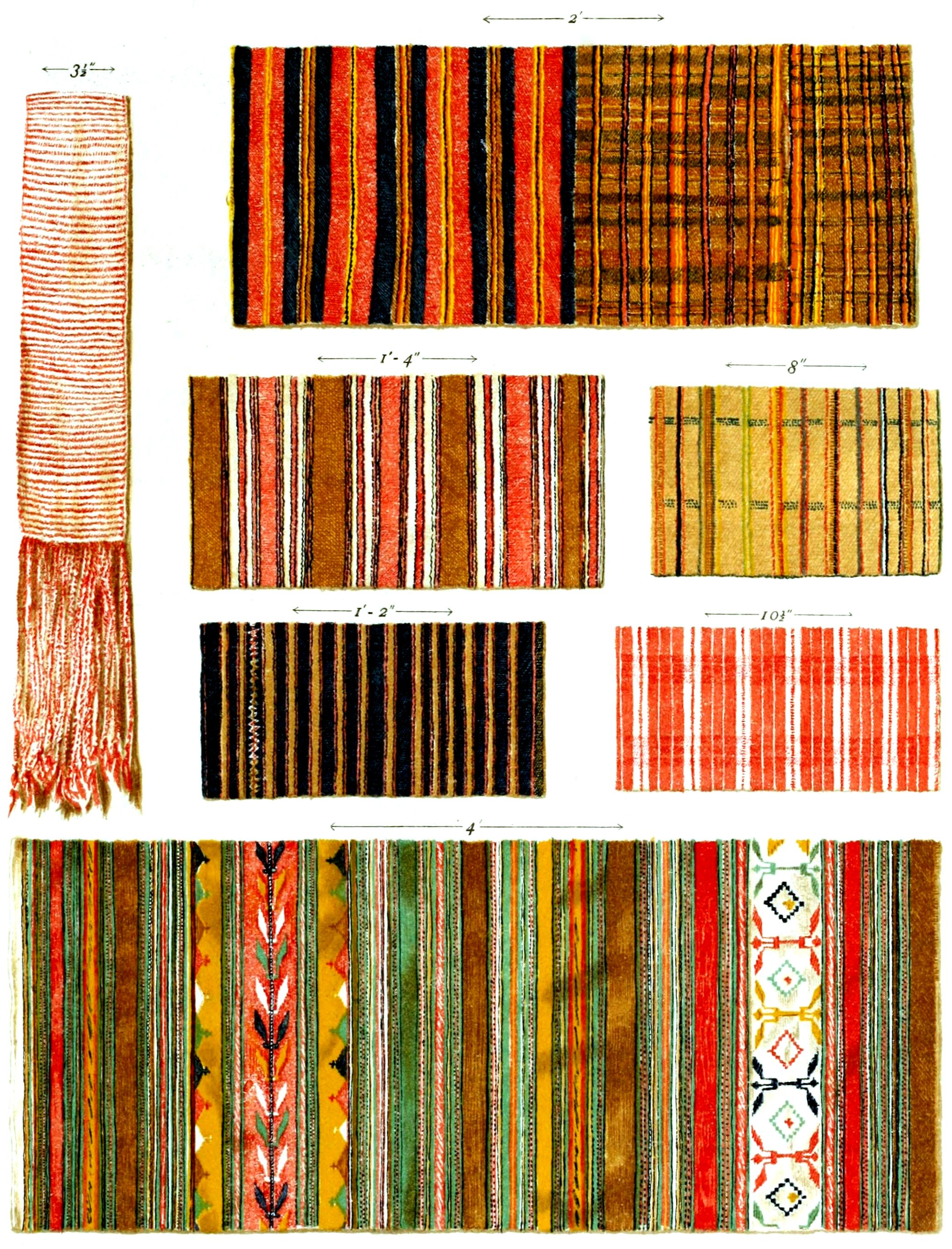
Образцы центральноамериканского текстиля в прорисовке Энн Модсли

За время своих экспедиций (поездка в Копан и Киригуа с Энн оказалась седьмой по счёту и последней), Альфред Модсли доставил в Лондон двадцать оригинальных скульптур майя, 400 целлюлозных слепков и несколько тысяч гипсовых реплик памятников и рельефов, огромное количество фотонегативов, карт и кроков, в также небольшую коллекцию текстиля. Всё это предстояло обработать и подготовить к публикации, тем более что Модсли не был связан контрактами и службой в научном или учебном заведении. В 1884 году он попытался передать часть коллекций музею археологии в Кембридже, но там не было места для громоздких слепков. В следующем году Модсли договорился с Музеем Виктории и Альберта о выставке находок из Яшчилана вместе со своими фотографиями и зарисовками. В январе 1886 года коллекция была помещена в музей, начальство которого также трудоустроило скульптора Джунтини. Обработка пресс-форм и изготовление отливок затянулись до 1893 года, когда коллекция была предложена Британскому музею: оригиналы выставлялись, а слепки перемещались в запасники. Модсли отказался, так как с его находками работали профессиональные рисовальщики Эдвин Ламберт и Энни Хантер; в конце концов две трети всей работы проделала мисс Хантер, фиксируя памятники Чичен-Ицы и Паленке. Около 1892 года Энни Хантер свела Модсли с художницей-археологом Аделой Бретон, которой Альфред предложил скопировать фрески Верхнего храма Ягуаров в Чичен-Ице и заодно раскрасить выполненные им фотографии фресок. Модсли предоставил мисс Бретон рекомендации для американского дипломата Эдварда Томпсона, в пределах асьенды которого располагались руины Чичен-Ицы.
Для публикации результатов экспедиций Модсли было предложено присоединиться к проекту Biologia Centrali-Americana, целой энциклопедии биоразнообразия Центральной Америки, только материалы по зоологии в которой занимали 51 том формата ин-кварто. Вся серия насчитывала 63 тома с 1677 литографическими таблицами (более 900 из которых цветные), изображающими 18 587 объектов. Всего в издание было включено 50 263 вида животных и растений, из которых 19 263 описаны как новые. Несмотря на колоссальные сложности, проект в конце концов был доведён до завершения. Из-за огромной стоимости работа печаталась по частям, которые подписчики и покупатели должны были собирать и переплетать самостоятельно. Суммарная стоимость комплекта составляла 300 фунтов стерлингов, значительная часть тиража вышла на типографской бумаге, но некоторые экземпляры печатались на ватмане. Пять томов «Археология» включают вводный том с текстом (включая 270-страничное приложение Джозефа Гудмана о древних календарях Мексики) и четыре тома иллюстраций. С Гудманом Модсли познакомился в Сан-Франциско. Тома с иллюстрациями были большого формата, отличаясь от прочих выпусков «Биологии…», так как ширина страницы была вдвое больше высоты. Фотографии воспроизводились методом глубокой печати по технологии Autotype, графические прорисовки литографировались, так же, как и карты, планы и разрезы построек. Эскизы для большинства из них были подготовлены самим Модсли. Первый том иллюстраций был целиком посвящён Копану; второй — Киригуа, Ишкуну, Якче, Рабиналю, Чакушалю, Утатлану, Ишимче и Каминальуйю; третий — Чичен-Ице и Тикалю; четвёртый — Паленке. В сезон 1900 года Адела Бретон проверяла точность воспроизведения деталей построек и орнаментов на фотографиях и прорисовках А. Модсли для Biologia Centrali-Americana. Кроме того, ей были заказаны отливки некоторых фризов и скульптур. По словам майяниста Майкла Ко, значение труда Модсли заключалось в том, что впервые в распоряжении эпиграфистов «появились крупномасштабные, невероятно точные иллюстрации полных классических текстов, а не только любительские наброски… или, что ещё хуже, наполовину выдуманные картинки Вальдека». Модсли не пытался заниматься дешифровкой письма майя, однако Гудман в опубликованном Альфредом приложении к Biologia Centrali-Americana поместил календарные таблицы, которые остаются актуальными и в XXI веке, а также напечатал открытые им лицевые вариантов цифр, которые могут заменить обычные числа, записанные при помощи точек и палочек.
В рецензии археолога Маршалла Сэвилла (1867—1935) отмечен тщательный подбор фотографий и высокое качество прорисовок Э. Хантер. Иллюстративный ряд способствует наглядному сопоставлению скульптурных стилей Копана и Паленке, причём фотографии зачастую не позволяют судить о мелких деталях и замысловатых формах украшений и орнаментов. Ввиду нерасшифрованности письма (Сэвилл привёл таблицу доступных для прочтения дат календаря майя в Паленке), «крайне сомнительно, чтобы мы когда-нибудь узнали о Паленке больше, чем опубликовано сейчас». Маршалл сам побывал на руинах Паленке зимой 1897—1898 годов, убедившись, что в этих местах дожди льют по десять месяцев в году, а из-за закладки кофейных плантаций в Тумбале почти невозможно нанять рабочих. Энтомолог и этнограф Сайрус Томас не затрагивал содержания разделов, написанных Модсли, ограничившись рецензией на приложение Гудмана, в которой дал высокую оценку разработанному им методу корреляции календаря майя.
Майкл Ко, сравнивая археологические тома Biologia Centrali-Americana с изданными в 1937—1938 годах в пяти томах «Надписями Петена» Сильвануса Морли, признавал последние уступающими творению Модсли во всех отношениях. Фотофиксация на плёнке по качеству была намного хуже фотографий на стеклянных пластинках, а прорисовки Энни Хантер изобиловали тонкими деталями. В отличие от Морли, Модсли публиковал надписи майя целиком, не отбирая из них только календарные серии, заложив высочайший стандарт эпиграфических изданий. Популяризатор археологии Курт Керам отмечал, что Модсли «сделал то необходимое, что помогло сдвинуть исследование [цивилизации майя] с мёртвой точки», и в этом отношении вклад его в науку намного больше, чем у Стефенса. Очень высоко труд Модсли оценивал дешифровщик письма майя Ю. В. Кнорозов, утверждая, что публикации фотографий и прорисовок иероглифики оказались и наиболее ранними, и «едва ли не лучшими».
Параллельно с работой мужа Энн Модсли занялась изданием популярной книги «Очерки Гватемалы» (дословно «Взгляд на Гватемалу» A Glimpse at Guatemala), основанной на её собственных дневниках: после 1894 года Альфред перестал писать из экспедиций длинные письма сестре Изабель и братьям. Выпущенная издательством Мюррея в 1899 году книга оказалась дорогой: печать на ватманской бумаге с фотогравюрами и цветными литографиями привела к цене 4 гинеи (4 фунта 4 шиллинга, или 21 доллар). Книга снабжена посвящением Горгонио Лопесу, который в 1891 году был гостем в лондонском доме Модсли. Современные комментаторы отмечают, что изначально Модсли стремился издать более доступную для широких читателей и менее дорогую книгу о его опыте путешествий по Центральной Америке. Тем не менее и автор-фотограф, и его жена-мемуаристка и издатель «не смогли устоять перед искушением выпустить изысканный том». В рецензии этнографа Огастеса Кина утверждается, что имя Модсли в области археологических открытий в Центральной Америке не имеет равных, «если только не считать мистера Стефенса». Рецензент кратко резюмировал содержание археологических томов «Центральноамериканской биологии», не соглашаясь с теорией миграций Модсли и его тезисом, что древние тольтеки не являлись родственным науа народом. Говоря об «Очерках Гватемалы», О. Кин выделил главу о письменности майя, которую Модсли не смешивал с ацтекской, но при этом ни словом не упомянул о календарной корреляции Гудмана, помещённой в «Биологии». Кин также заявил о перспективности теории Сайруса Томаса, что письменность майя сочетала идеографические и фонетические элементы, напоминая древнеегипетскую. Похвалы удостоилось то, что Модсли придерживался позиции «независимой эволюции индейской культуры», не исключая случайных примеров удачного трансокеанского дрейфа, однако они очень далеко разнесены друг от друга по времени и территориально. Предки американских аборигенов пришли из Азии ещё в каменном веке и далее вплоть до XV века развивались вне всяких посторонних влияний. Рецензент особо выделил иллюстративный ряд книги, в том числе большую литографическую карту Гватемалы, Юкатана, Чьяпаса и Гондураса, где перечислены современные поселения и исторические городища.

## Последние годы (1908—1931)

### Херефорд. Лондонский конгресс американистов

Вид Вулхоупа в 2011 году

После окончательного возвращения в Великобританию летом 1907 года супруги Модсли не захотели обосновываться в Лондоне, привыкнув к жизни на сельском просторе. Для покупки дома Энн перечислила на счёт Альфреда 5000 долларов из своего наследства. Сначала они арендовали коттедж Ставордейл — бывший августинский монастырь в Сомерсете, перестроенный со всеми удобствами. Мосдли даже обзавелись автомобилем — продукцией фирмы племянника Альфреда. На автомобиле они ездили по Англии, подыскивая подходящую недвижимость. Наконец, они узнали о продаже дома «Морни Кросс» близ церкви в деревне Вулхоуп, откуда виден Херефорд с его собором. Модсли сделали ремонт, отделав холл красным песчаником, гостиную обшили берёзовыми панелями и разместили там этнографическую коллекцию с Фиджи. Перед входом посадили бук, закрывающий вход с улицы, во дворе Энн держала нескольких пекинесов. Неудобство представляло то, что кухня и столовая выходили на пастбище для коров, откуда периодически вывозили навоз. Альфред увлёкся садоводством, а также геологией — близ дома в песчаниках попадались окаменелости силурийского периода. Далее он стал членом Полевого клуба натуралистов Вулхоупа, который и занимался их собиранием.
Обосновавшись в Херефорде, Модсли вернулся к переводу Берналя Диаса. К началу XX века появились первые научные издания и фототипическое воспроизведение рукописи из Национального архива Гватемалы. В 1908 году вышел в свет первый том (из пяти) The True History of the Conquest of New Spain в переводе Альфреда. Ещё в 1900 году его избрали в совет Королевского географического общества, а на двухлетний срок 1911—1912 годов он даже стал главой Королевского антропологического института. Альфред сыграл немалую роль в подготовке XVIII Международного конгресса американистов, впервые проводимого в Лондоне. Президентом оргкомитета стал сэр Клемент Маркем, председателем оргкомитета — Модсли, а учёным секретарём — художница-американист Адела Бретон. Модсли много времени потратил на поездки в Лондон на заседания оргкомитета и активно пользовался своими знакомствами для привлечения интереса к мероприятию. Впрочем, на открытии конгресса он лишь произнёс краткую речь. При этом у него не сложились отношения с А. Бретон, которая в одном из писем называла его «слишком гордым или слишком скромным». Немало хлопот вызвало желание участников расширить их список, хотя он и без того был большим: были представлены 24 государства и 40 университетов. Теоберт Малер узнал о конгрессе всего за месяц до его начала, и мексиканское правительство выделило ему 1200 долларов на командировку. Малер привёз на конгресс 150 фотографий ранее неизвестных памятников майя, но об их общении с Модсли ничего не известно. В публикации докладов на конгрессе вышла трёхстраничная аннотация к последней большой статье Модсли, посвящённой уточнению места центрального храма Теночтитлана. Изданием сборника выступлений на конгрессе занимались Франц Боас и Адела Бретон. Большая статья вышла отдельной книгой тиражом всего 75 экземпляров и мгновенно стала редкостью. Во время конгресса Оксфордский университет присудил Модсли почётную докторскую степень. После мероприятий Альфред настолько утомился, что остался на зиму в Херефорде, несмотря на свой хронический бронхит, усугубляемый курением, — даже на фотографиях самого конца жизни он не расставался с сигаретой. Следующий конгресс американистов прошёл в Великобритании спустя сорок лет — в 1952 году — под председательством Эрика Томпсона (который совсем молодым присутствовал на чествовании Модсли в 1912 году).

### Перевод Берналя Диаса. Кончина Энн Модсли
Зиму 1914 года чета Модсли провела во Флоренции. После начала мировой войны Альфред, не имея возможности покинуть Англию, ускорил работу над переводом Берналя Диаса, четвёртый том которого был выпущен в 1916 году к 300-летию кончины Хаклюйта. Сама по себе эта работа оценивается И. Грэмом очень высоко: Альфред основывался на фотокопии оригинальной рукописи, написанной на староиспанском языке по средневековым нормам орфографии, с экзотическими лигатурами и сокращениями, без знаков препинания. В рукописи каждая из 214 глав состоит из единого блока текста, в котором предыдущая фраза переходит в последующую. Каждый из томов «Правдивой истории» включал примечания и исследования, например, в послесловии к первому тому Альфред Персиваль попытался проследить судьбу даров Монтесумы, которые Кортес переслал императору Карлу V. Немалую роль в редактировании сыграла Энн: оба Модсли стремились, чтобы текст был одновременно архаизированным и легкочитаемым без ущерба точности. Презентацию издания провели в Королевском географическом обществе, она сопровождалась публичной лекцией Модсли с демонстрацией диапозитивов. Подбор иллюстративного материала осуществляла А. Бретон: так, в 1908 году Модсли заказал художнице живописную копию карты Теночтитлана из музея в Мехико, на что потребовалось семь недель (карта включала как минимум 400 изображений людей, не считая прочих структур, включая постройки и чинампы). Далее Модсли запросил копию герба Кортеса. В 1910 году Бретон ездила в Уппсалу, где ей была заказана ещё одна копия карты Теночтитлана (Энни Хантер была серьёзно больна и отказалась от работы).
В рецензии «Географического журнала» заявлено, что Общество Хаклюйта «своеобразно» избрало переводчика. «О самом повествовании достаточно сказать: …[тому], кто читал Берналя Диаса, вообще не нужно будет читать Прескотта». Впрочем, Модсли побывал практически во всех местах, упомянутых в «Правдивой истории…», поэтому его научные комментарии и географические отождествления «можно принять без колебаний». Отмечен и стиль перевода: «поразительно, насколько можно передать [дословно „забальзамировать“] дух испанского языка шестнадцатого века в современном английском». Рецензия Бэзила Томпсона на полный пятитомник также начинается с сентенции, что «читатели, составившие мнение о Бернале Диасе по цитатам из Прескотта», будут «приятно удивлены». Модсли взял на себя чрезвычайно сложную задачу, работая с факсимиле рукописного подлинника, и в результате «сохранил грубоватый идиом оригинала, не пожертвовав ни каплей его очарования». Будучи профессиональным путешественником и картографом, Модлсли тщательно проследил маршруты походов Кортеса до Теночтитлана и далее в Гондурас, «дав удовлетворительную идентификацию всех мест, упомянутых в тексте». Как и все издания Модсли, «Правдивая история…» превосходно иллюстрирована.
Только в своей лекции и в трёхстраничном вступлении к переводу Берналя Диаса Модсли единственный раз в жизни публично теоретизировал об истории доколумбовых цивилизаций. Альфред Персиваль отказывался принять общепризнанную в то время версию, что создателями мезоамериканской цивилизации стали тольтеки, передавшие часть своих достижений варварам-науа, которые завоевали Мексику и мигрировали на Юкатан и в Гватемалу. Напротив, памятники Гватемалы и Юкатана свидетельствуют о существовании автохтонной цивилизации майя, которая в структурном отношении близка к мексиканской, но майя — это «отдельная раса, говорящая на другом языке». Модсли даже выдвинул гипотезу, что первоначальными строителями Тулы и Теотиуакана были майя. Впрочем, он считал прародиной майя Юкатан, а их миграция под давлением науа шла на юг вплоть до границы Гондураса. Лишь оттуда под ударами завоевателей они вернулись на север Юкатана, основав Чичен-Ицу и Ушмаль. Модсли разделял теорию мирной цивилизации майя Петена, города которого не имели укреплений, а искусство не изображает воинов, в отличие от юкатанского. В британской науке того времени господствовал диффузионизм, крайние проявления которого Модсли отрицал, хотя тридцатью годами ранее не исключал, что циклопические монументы тихоокеанских островов (на Понапе) были передаточными звеньями в движении цивилизации из Азии в Америку.
В феврале 1919 года Энн Модсли заразилась испанским гриппом и её муж три дня не мог нанять сиделку, пока не нашёл медсестру в Лондоне. Ей помогала одна из племянниц, имевшая опыт работы в больнице, и миссис Модсли выжила, хотя до конца так и не восстановилась. В июле супруги поехали долечиваться в Ашли в графстве Голуэй, где располагался рыбацкий коттедж дяди Альфреда Модсли; это на некоторое время дало эффект. Поскольку слепки из Гватемалы по-прежнему складировались в подвале Британского музея, в 1921 году Альфред начал переписку с руководством, стремясь прояснить судьбу своей коллекции. В январе 1923 года был открыт Зал Модсли и отпечатан 9-страничный буклет-путеводитель к нему. Впрочем, музейные хлопоты оказались вторичными к непрерывно ухудшавшемуся здоровью Энн: она с трудом пережила зиму 1920 года, а в 1921 году была слишком слаба, чтобы путешествовать. Вдобавок, она страдала опоясывающим лишаем и сильным тиком, из-за чего периодически теряла пенсне, которым постоянно пользовалась. В дневнике отмечено, что в мае 1924 года супруги отдыхали в Корнуолле, и Альфред смог посетить Международный конгресс американистов в Гётеборге. Однако летом 1926 года миссис Модсли переболела корью, и Альфред не смог поехать на конгресс в Риме, открывавшийся 7 сентября. 12 сентября Энн скончалась. Прах её был кремирован, а урну захоронили в крипте Херефордского собора. После похорон супруги Альфред Модсли отправился в Египет в компании племянницы, которую тоже звали Энн. Они поднялись на пароходе до Луксора, провели три недели в Асуане и проехали до Абу-Симбела.

### Жизненный финал
9 июня 1925 года Кембриджский университет присвоил Альфреду Модсли почётную докторскую степень, состоялось специальное заседание университетского Сената, на котором приветственный адрес был зачитан на латыни. В Даунинг-колледже был дан торжественный обед, на котором председательствовал вице-канцлер университета, гостей угощали котлетами из лосося, лобстерами в желе, бараниной и языком, и ананасами со льдом; далее учёного чествовали в Тринити-колледже силами студентов. В 1926 году Королевский антропологический институт наградил Модсли медалью Питт-Риверса за достижения в области полевой археологии. В течение 1927 года Модсли работал сразу над двумя проектами. Во-первых, он трудился над сокращённой версией труда Берналя Диаса для серии Broadway Travellers издательства Routledge (черновик предисловия написан на оставшихся незаполненными страницах дневника из Чичен-Ицы). В этом издании изложение завершалось падением Теночтитлана; текст переиздавался ещё в 1953 и 1996 годах с дальнейшими сокращениями. Во-вторых, Альфред занялся написанием мемуаров, машинописная версия которых была готова к 1928 году и вышла ещё через два года под названием «Жизнь на Тихом океане пятьдесят лет назад»; события в этих мемуарах заканчивались увольнением с государственной службы. Основным источником была переписка с матерью и сёстрами, причём зачастую эпистолярный текст воспроизводился дословно. Модсли планировал перевести «Сообщение о делах в Юкатане» епископа де Ланды по заказу Общества Хаклюйта, и, несмотря на возраст и болезни, успел завершить машинописный черновик, который так и остался неопубликованным.
В январе 1928 года вдовец Модсли женился на Луизе Элис Пёрдон (Purdon), дочери цейлонского чайного плантатора, владевшей домом Рок-Хаус, граничащем изгородью с «Морни Кросс». По описаниям, она была «бойкой и когда-то красивой пожилой дамой», сделавшейся «приятной компаньонкой археолога»; она ежедневно являлась к Модсли на чаепитие, как было принято в колониях. После принятия решения о женитьбе Элис попросту перевезла имущество на тачке. Последний раз Альфред Персиваль покинул дом в июне 1930 года, когда участвовал в заседании Королевского географического общества в честь переезда в новое здание Лоутер Лодж. В октябре 1930 года Элис писала старым друзьям мужа, что он ещё в состоянии гулять по саду, но у него сильно ухудшилась память. В середине января 1931 года у Альфреда случился сердечный приступ. 22 января Элис писала, что он находится в бессознательном состоянии. В тот же день он скончался, в заключении о смерти был указан диагноз: «сердечная недостаточность, церебральный тромбоз и атеросклероз». Похоронили учёного в крипте Херефордского собора рядом с первой женой Энн.
По завещанию, душеприказчиком Альфреда Модсли стал племянник Сирил, а исполнителем воли — племянник Джозеф. Элис тяжело заболела от переживаний и за ней ухаживала жена Сирила Долли, переехавшая с мужем в дом Альфреда. Далее Элис Модсли вернулась в свой дом Рок-Хаус, где и скончалась в 1939 году, похоронили её в Ирландии. По завещанию ей было оставлено 3000 фунтов стерлингов. Модсли учредил для некоторых членов семьи трастовые фонды, племяннице Энн досталась мебель Марии-Антуанетты, а племяннице Беатрикс — реликвии прадеда Морриса, жизнью которого она интересовалась. Собрание фотографий, гравюр и карт предназначалось Британскому музею, коллекция мексиканского и гватемальского текстиля отправилась в Музей Виктории и Альберта, фиджийские коллекции — в кембриджский университетский музей. Хотя чучела кетсалей и попугаев предназначались для Херефордского музея, их витрины оказались слишком велики и о дальнейшей судьбе орнитологической коллекции ничего не известно.

## Память
Кончина Альфреда Модсли не осталась незамеченной ни в профессиональной, ни в популярной прессе. Неподписанный некролог в «Таймс» вышел 24 января 1931 года. Французский американист Поль Риве поместил имя «прекрасного джентльмена» Модсли в один ряд с Дезире Шарне и Эдуардом Зелером. Некролог-мемуар поместил в журнал «Nature» Джеймс Купер Кларк, который также делал акцент на том, что Модсли «являл собой тип истинного английского джентльмена». Некролог «Географического журнала», предположительно, написал Артур Хинкс (Королевское географическое общество) или Герман Браунгольц (Британский музей). Здесь больше всего места (четыре страницы) занимает описание работ Модсли над дешифровкой календаря майя и содержатся личностно окрашенные фрагменты, что описание археологических работ Модсли затерялось в огромных по объёму и габаритам томах «Центральноамериканской биологии», усугубляясь нерегулярным их изданием. Два мемуара представил американский археолог Альфред Тоззер, они были переведены на испанский язык и опубликованы в Мексике (1933) и Гватемале (1936). В некоторых мемуарах (включая Эрика Томпсона) выражалось сожаление, что Модсли так и не удостоился рыцарского титула, хотя в некоторых американских изданиях (в том числе Сильвануса Морли) и библиографиях его именовали «сэром» или даже «лордом».
Альфред Модсли не был забыт и после кончины. В «Советской исторической энциклопедии» утверждается, что «его многократные экспедиции фактически положили начало научному изучению древней цивилизации майя». Археолог Роберт Бранхаус в своих публикациях 1970-х годов отмечал, что английский археолог находился в самом начале пути становления научной майянистики, и фактически явился одним из первых исследователей, который стал обобщать и публиковать материалы полевых исследований. В «Центральноамериканской биологии» содержатся фоторепродукции стел и иероглифических надписей майя, выполненных с высокой точностью и разрешением, ставших доступными профессиональным индеанистам. Именно Модсли подсказал Эдварду Томпсону, который был его ассистентом в Чичен-Ице, идею раскопать донные отложения Священного сенота. Одной из последних публикаций Модсли стала заметка в «Таймс» от 14 февраля 1927 года, опровергающая гипермиграционистские взгляды Графтона Смита, в области майянистики основанные на художественных фантазиях Вальдека. В популярной книге Брюса Нормана о становлении научной археологии деятельность Модсли обозначена как «прорывная для понимания одной из самых ярких мировых цивилизаций». В монографии о дешифровке письменности майя Майкл Ко прямо заявил: «говорить об этом великом человеке можно только в превосходных степенях».
Единственная монографическая биография А. Модсли, основанная на материалах первоисточников, была опубликована в 2002 году майянистом Ианом Грэмом. В рецензии Чарльза Тромболда книга названа «исчерпывающе документальной», базирующейся на всех сохранившихся полевых дневниках, записных книжках, личной переписке (в которой имеется неустранимый 11-месячный перерыв), фотографиях и даже интервью с оставшимися в живых родственниками. Отмечалась выстроенность структуры книги, четверть объёма которой посвящены школьным и университетским годам, а также времени колониальной службы. Автору удалось объяснить резкий жизненный перелом Модсли и его эволюцию от «дилетанта-натуралиста» до высокопрофессионального учёного. Учёный показан в контексте американистики своего времени, ибо общался с Дезире Шарне, Теобертом Малером, Францем Боасом, и многими другими. Напротив, Роберт Агирре утверждал, что Модсли «канул в безвестность», хотя его наследие представляет большой интерес для исследователей викторианской эпохи. Он помещает наследие археолога в один контекст с Д. Шарне или Ф. Фритом, то есть путешественников-фотографов, «одержимых архивированием прошлого» перед лицом широкомасштабного прогресса. Иану Грэму удалось открыть множество интересных подробностей биографии Модсли, а сам автор наилучшим образом подготовлен для решения поставленной перед ним задачи. Книга выпущена на средства гранта Макартура в области мезоамериканской археологии. Впрочем, Р. Агирре критиковал Грэма за «очевидное восхищение великим предшественником», игнорирующее вовлечённость Модсли в проекты британского империализма, в том числе культурного.

### Некрологи
- Alfred Percival Maudslay // The Geographical Journal. — 1931. — Vol. 78, no. 1. — P. 1—12. — JSTOR 1784991.
- J. C. C. Obituary: Dr. Alfred P. Maudslay // Nature. — 1931. — Vol. 127, № 3201 (7 марта). — P. 345–346.
- Joyce T. A. Alfred Percival Maudslay // Man. — 1932. — Vol. 32. — P. 123—125. — JSTOR 2790974.
- Obituary: Dr. Alfred Percival Maudslay // The Geographical Journal. — 1931. — Vol. 77, no. 3. — P. 303. — JSTOR 1783884.
- Rivet P. Alfred Percival Maudslay :  [фр.] // Journal de la Société des américanistes. — 1931. — Vol. 23, no. 1. — P. 242—244. — JSTOR 24601344.
- Tozzer A. M. Alfred Percival Maudslay // American Anthropologist. — 1931. — Vol. 33, no. 3. — P. 403—412. — JSTOR 661524.
- Tozzer A. M. Alfred Percival Maudslay (1850—1931) // Proceedings of the American Academy of Arts and Sciences. — 1936. — Vol. 70, no. 10. — P. 555—558. — JSTOR 20023184.

### Монографии и статьи
- Brunhouse R. L. In Search of the Maya: The First Archaeologists. — Albuquerque : University of New Mexico Press, 1973. — x, 243 p. — ISBN 0-8263-0276-9.
- Brunhouse R. L. Alfred P. Maudslay // Pursuit of the Ancient Maya: Some Archaeologists of Yesterday. — Albuquerque : University of New Mexico Press, 1975. — P. 29—46. — x, 251 p. — ISBN 0-8263-0363-3.
- Echeverría C. Alfred P. Maudslay en Oaxaca (1898—1906): una historia olvidada (исп.). Daniel Schávelzon (2 апреля 2024). Дата обращения: 20 июля 2024.
- Graham I. Alfred Maudslay and the Maya : a biography. — London : British Museum Press, 2002. — 323 p. — ISBN 0-7141-2561-X.
Aguirre R. D. Review: [Alfred Maudslay and the Maya: A Biography by Ian Graham] // Victorian Studies. — 2004. — Vol. 47, no. 1. — P. 112—113. — JSTOR 3829756.
Restall M. Review: [Alfred Maudslay and the Maya: A Biography by Ian Graham] // The Americas. — 2005. — Vol. 61, no. 4. — P. 707—708. — JSTOR 4490981.
Trombold C. D. Review: [Alfred Maudslay and the Maya: A Biography by Ian Graham] // Isis. — 2003. — Vol. 94, no. 3. — P. 538—539. — JSTOR 10.1086/380700.
Webster D. Review: Adventures of a Pioneer Mayanist // Science. — 2003. — Vol. 299, no. 5604 (10 января). — P. 204—205. — JSTOR 3833320.
- McVicker M. F. Adela Breton : a Victorian artist amid Mexico's ruins. — Albuquerque : University of New Mexico Press, 2005. — vi, 218 p. — ISBN 0-8263-3678-7.
- Maudslay R. Alfred Maudslay and the Maya (англ.). Mexicolore (27 октября 2014). Дата обращения: 20 июля 2024.
- Norman B. Footsteps : nine archaeological journeys of romance and discovery. — Topsfield, MA : Salem House Publishers, 1988. — 279 p. — Originally published London : BBC Books, 1987. — ISBN 0-88162-324-5.
- Ко, Майкл. Разгадка кода майя: как учёные расшифровали письменность древней цивилизации / перевод с английского Д. Д. Беляева. — М. : Эксмо, 2021. — 416 с. — (Кругозор Дениса Пескова). — ISBN 978-5-04-109243-6.